# Forze di polizia degli Stati Uniti d'America

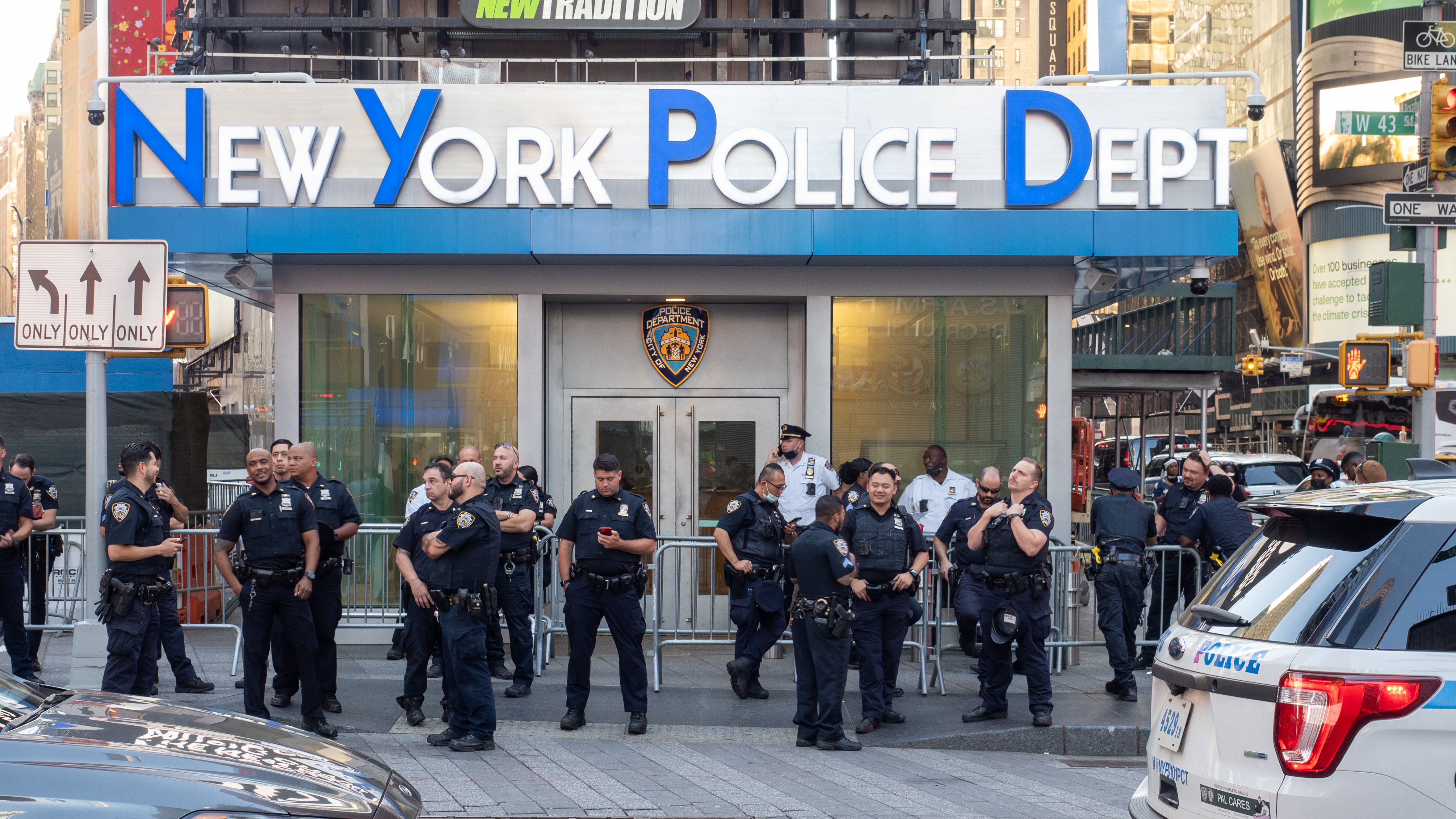
Agenti NYPD fuori dalla stazione di polizia di Times Square

Le forze di polizia degli Stati Uniti d'America sono l'insieme dei corpi di polizia degli Stati Uniti d'America, a livello federale, statale e locale.
Attualmente ci sono oltre 900 000 agenti di polizia in servizio negli Stati Uniti, la più alta cifra di ogni tempo; circa il 12% è costituito da donne. Circa 140 000 sono agenti federali.
Law enforcement è una delle tre componenti principali della giustizia criminale negli Stati Uniti d'America, assieme ad uffici giudiziari e amministrazione penitenziaria. Sebbene ciascuna componente operi semi-indipendentemente, esse collettivamente formano una catena che porta dalle indagini su una sospetta attività criminale, fino all'applicazione della sanzione penale.
Il law enforcement si compie principalmente attraverso organi governativi di polizia. Ci sono 17 985 organi di polizia negli Stati Uniti, tra cui dipartimenti urbani di polizia, uffici degli sceriffi di contea, state police e organi federali di polizia. Le finalità di polizia di questi organi sono le indagini su sospette attività criminali, la comunicazione dei risultati investigativi ai procuratori federali o statali, e la custodia temporanea dei sospetti criminali nelle more del giudizio. Gli organi di polizia, con varie sfumature connesse ai rapporti tra livelli di governo e alle particolarità di ciascun organo, hanno spesso la responsabilità di scoraggiare le attività criminali e prevenire la consumazione dei reati in corso. Altri compiti possono essere la notifica e l'esecuzione di provvedimenti, writ, e altri court order.
Gli organi di polizia USA sono coinvolti anche nel fornire una prima reazione alle emergenze e ad altre minacce alla sicurezza pubblica; nella protezione di alcune strutture e infrastrutture pubbliche, come la proprietà privata; nel mantenimento dell'ordine pubblico; nella protezione di autorità pubbliche e nella gestione di alcune strutture di detenzione (solitamente a livello locale).

## Tipologie
L'attività di polizia negli Stati Uniti è svolta da "circa 18 000 dipartimenti federali, di Stato, locali, e cittadini, tutti con le proprie regole". Ogni Stato ha le sue denominazioni per gli organi, e i loro poteri, responsabilità e modi di finanziamento variano da Stato a Stato.

### Federale

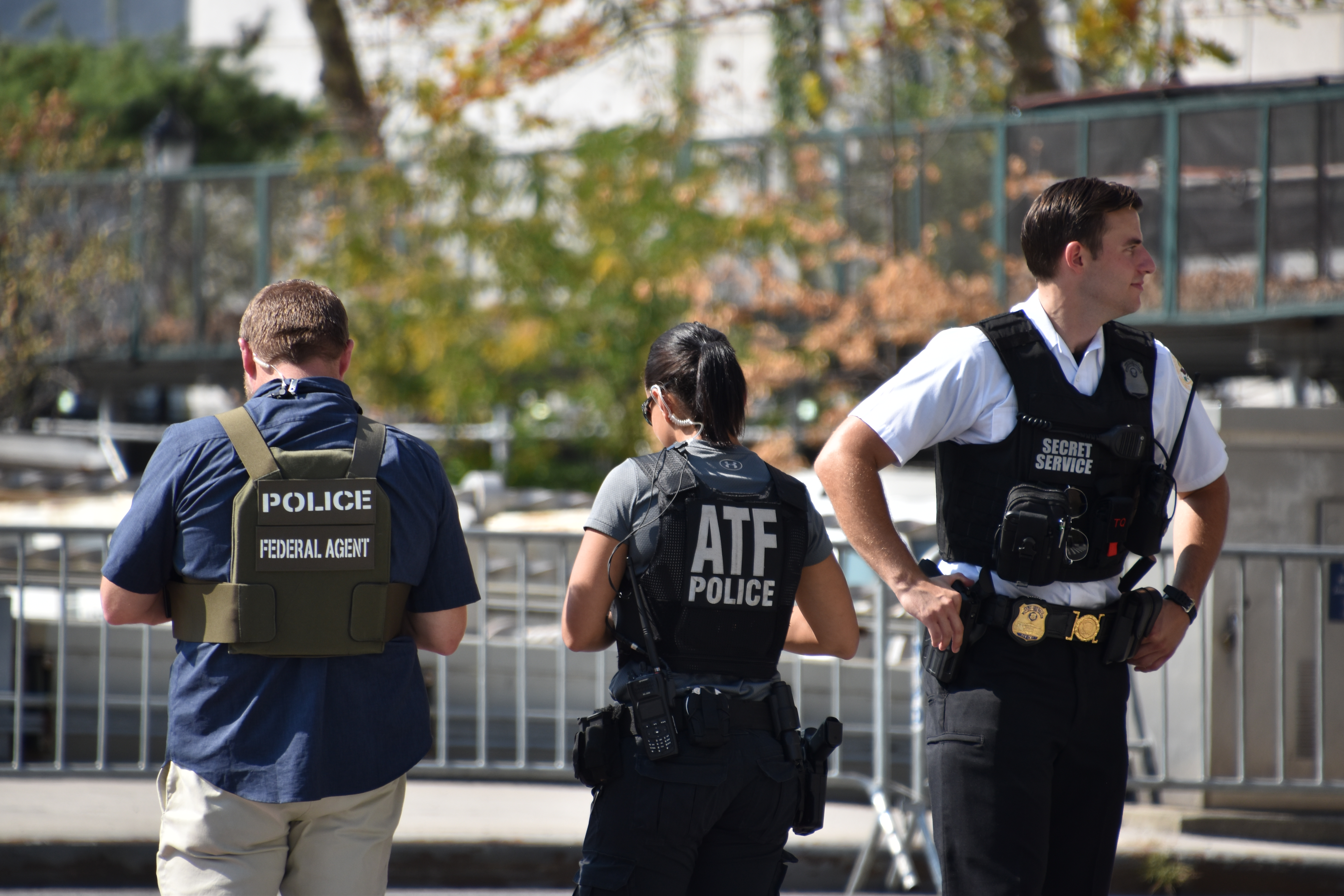
Agenti del Diplomatic Security Service, ATF e Servizi Segreti durante l'Assemblea generale delle Nazioni Unite nel 2019

Al livello federale, esistono sia organi di polizia federali, investiti di piena autorità federale come conferita loro dallo United States Code (U.S.C.), sia organi competenti per il federal law enforcement, che sono autorizzati ad imporre il rispetto di varie leggi al livello federale. Sia le polizie federali sia gli organi di law enforcement operano al più alto livello e sono dotati di ruoli di polizia; ognuno può mantenere una piccola componente dell'altro (per esempio, la FBI Police). Gli organi hanno giurisdizione su tutti gli Stati, i territori USA, e i possedimenti USA per imporre l'osservanza della legge federale.
La maggior parte degli organi sono limitati dallo U.S. Code ad indagare solo su questioni che ricadono nel potere del governo. Tuttavia i poteri investigativi sono diventati molto vasti in pratica, specie dopo l'adozione dell'USA PATRIOT Act. Ci sono anche organi federali di law enforcement, come ad esempio la United States Park Police, cui è attribuita l'autorità di arresto al di fuori della giurisdizione federale principale.
Il Dipartimento di Giustizia degli Stati Uniti d'America (DOJ) è competente per la maggior parte delle incombenze di law enforcement a livello federale. Comprende Federal Bureau of Investigation (FBI), Drug Enforcement Administration (DEA), Bureau of Alcohol, Tobacco, Firearms, and Explosives (ATF), United States Marshals Service (USMS), Federal Bureau of Prisons (BOP), ad altre organizzazioni.
Il Dipartimento della Sicurezza Interna degli Stati Uniti d'America (DHS) è un altro ramo cui fanno capo numerosi organi di polizia. U.S. Border Patrol (USBP), U.S. Immigration and Customs Enforcement (ICE), United States Secret Service (USSS), United States Coast Guard (USCG), e Transportation Security Administration (TSA) sono alcuni degli organi coordinati dal DHS. In caso di guerra, la United States Coast Guard è assegnata al Dipartimento della difesa degli Stati Uniti d'America.
Se una situazione criminosa o un pubblico disastro coinvolge numerose persone, più giurisdizioni, o ampie aree, possono concorrere molti organi di polizia secondo accordi di mutua assistenza.
Per esempio, il Federal Protective Service intervenne in occasione dell'uragano Katrina. Il comando in tali frangenti rimane un tema complesso, da gestire con flessibilità.

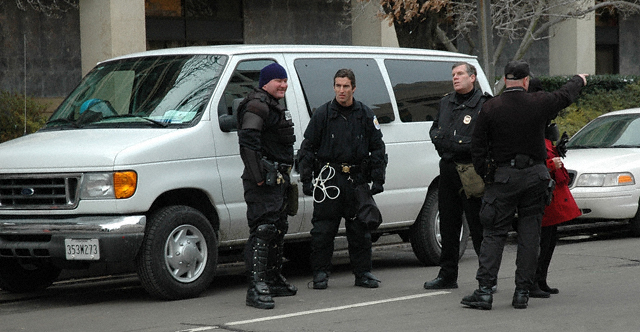
Agenti di U.S. Park Police in attesa durante l'Inauguration Day del 2005.

In ossequio alla natura federale del governo USA, il governo nazionale (cioè federale) non è autorizzato dalla Costituzione ad esercitare poteri generali di polizia. Il potere di polizia è assegnato a ciascuno dei 50 Stati che compongono la federazione USA. La costituzione USA attribuisce al governo federale il potere di trattare gli affari esteri e gli affari interstate (gli affari tra Stati [dell'Unione]). Per la polizia, questo significa che se viene commesso un reato non-federale in uno Stato USA e il ricercato non abbandona quello Stato, il governo non ha giurisdizione. Di converso, quando il ricercato oltrepassi il confine di uno Stato, viola la legge che reprime la fuga interstate ed è soggetto alla giurisdizione federale, perciò possono entrare in campo gli organi di polizia federali.

### Polizia militare
Ogni forza armata degli Stati Uniti d'America (tranne United States Space Force) ha il suo organo di polizia militare:
1. Military Police Corps/Provost Marshal - United States Army (Corpo di polizia militare / maresciallo sovrintendente - Esercito degli Stati Uniti)
2. Provost Marshal Office - United States Marine Corps (Ufficio del maresciallo sovrintendente - Corpo dei Marines)
3. Masters-at-Arms (United States Navy) (Commissario di bordo della Marina statunitense - Marina militare degli Stati Uniti d'America), con l'aiuto occasionale della Guardia costiera
4. Air Force Security Forces - United States Air Force (Forze di sicurezza dell'Aeronautica militare - Aeronautica militare degli Stati Uniti) già denominate “Security Police” (Polizia di sicurezza) e prima ancora “Air Police” (Polizia dell'arma aerea).

Le indagini investigative nelle forze armate degli Stati Uniti vengono effettuate da agenzie separate:
1. United States Army Criminal Investigation Command (CID) (Comando dell'esercito degli Stati Uniti per le indagini penali) - Esercito;
2. Naval Criminal Investigative Service (NCIS) (Servizio investigativo criminale della Marina) - Marina militare e Corpo dei Marines;
3. Coast Guard Investigative Service (CGIS) (Servizio investigativo della Guardia Costiera) - Guardia Costiera
4. Air Force Office of Special Investigations (OSI) (Ufficio dell'Aeronautica militare per le indagini speciali)- Aeronautica militare.

### Statale

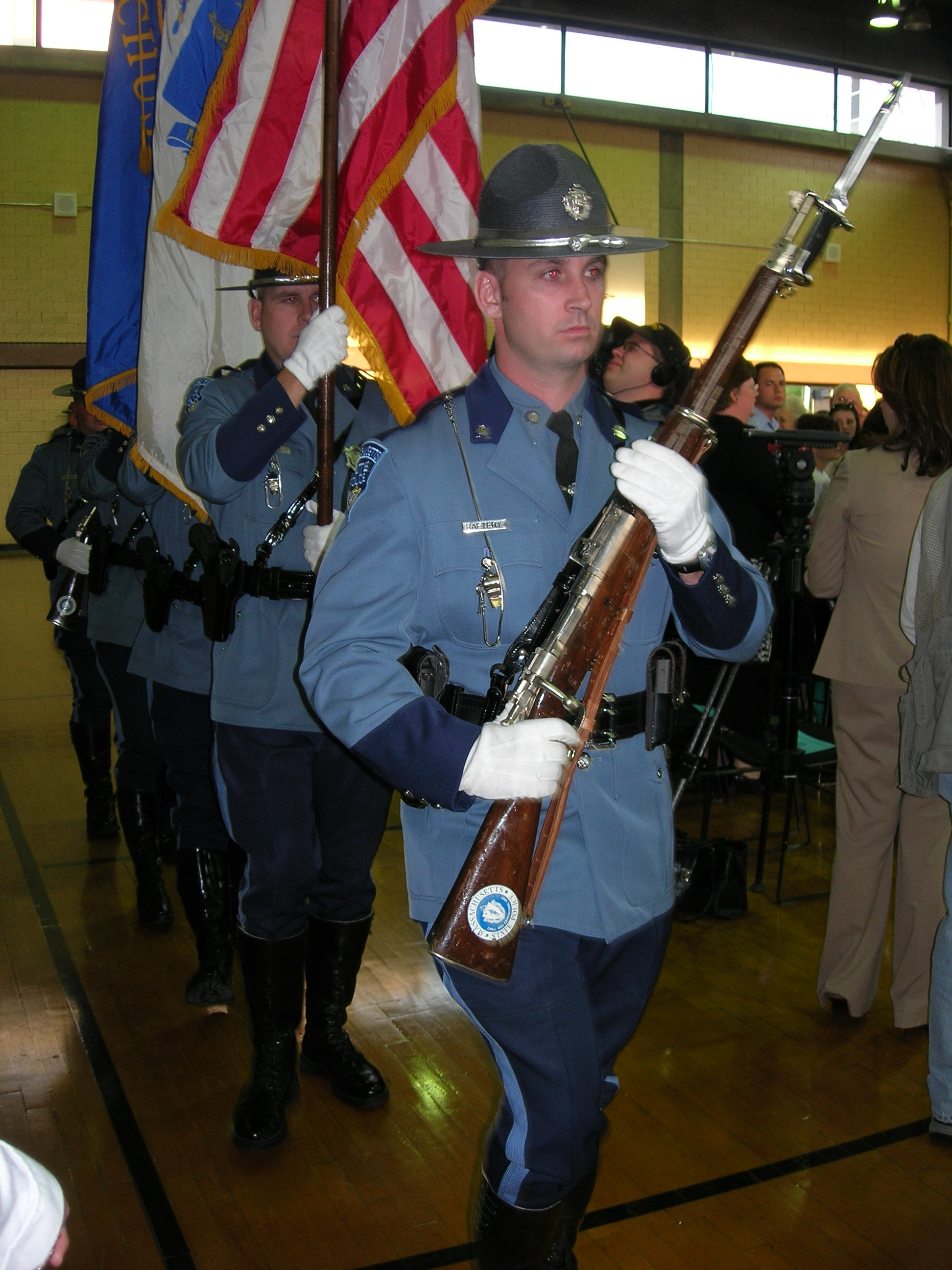
Massachusetts State Police Troopers (l'agente in primo piano impugna uno Springfield M1903 con parti metalliche cromate e baionetta inastata, per uso cerimoniale).

La maggior parte degli Stati gestiscono organi governativi a livello "Stato" che svolgono compiti di polizia, compresi indagini e pattugliamenti. Possono essere chiamati state police o higway patrol, e normalmente appartengono al Department of public safety. Inoltre, ciascun ufficio del Procuratore generale di Stato ha il suo state bureau of investigation come in California con il California Bureau of Investigation. La Texas Ranger Division espleta questa funzione in Texas, benché la sua fondazione preceda l'istituzione del Texas come Stato.
Vari dipartimenti di governi statali possono avere proprie divisioni di polizia, come capitol police, campus police, ospedali psichiatrici di Stato, Departments of Correction, water police, conservation officer ambientali (per la fauna ittica o terrestre) o guardiacaccia (con pieni poteri di polizia e giurisdizione sull'intero Stato). Per esempio, in Colorado il dipartimento delle entrate ha un proprio ramo investigativo.

### Polizia locale

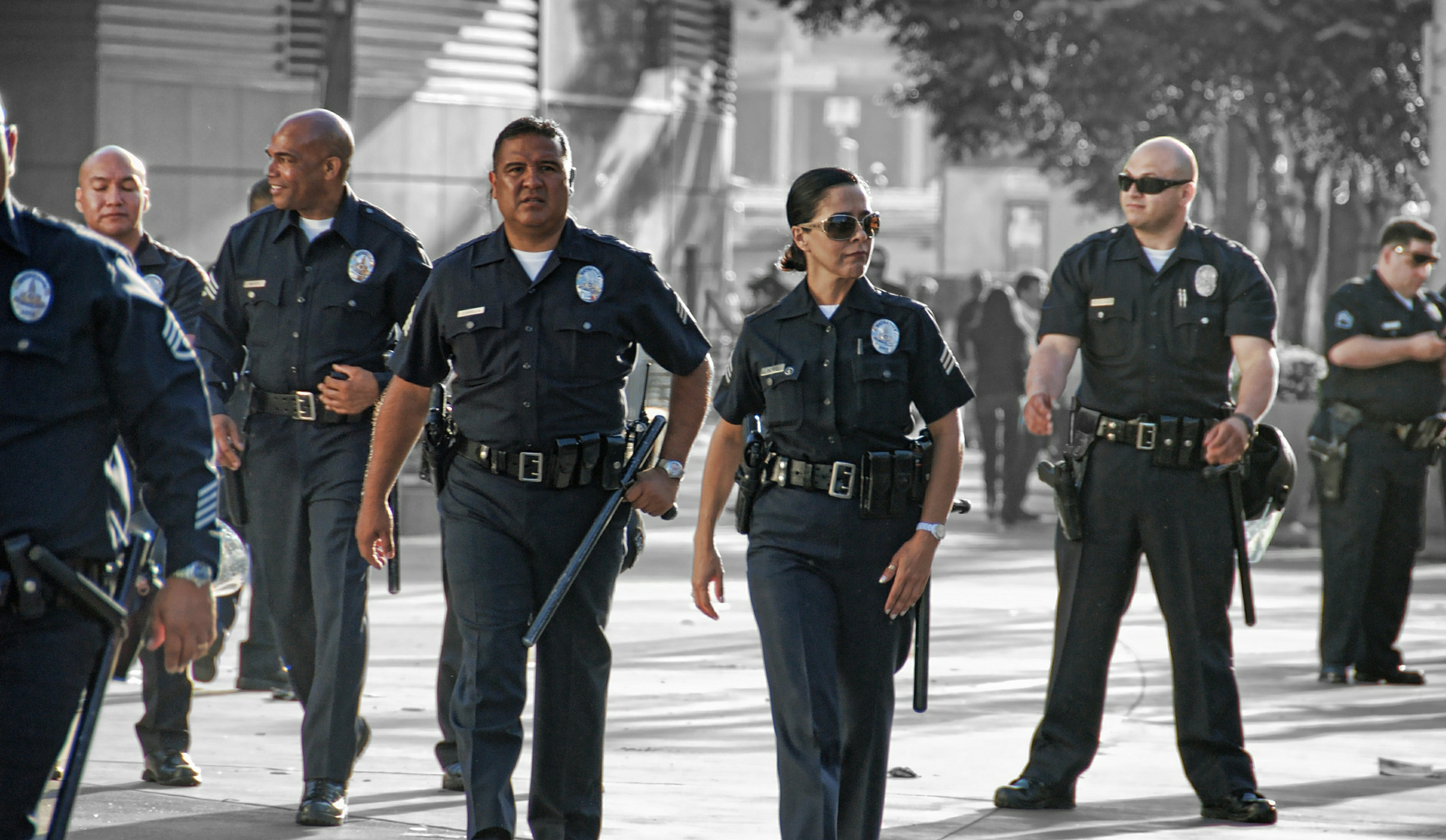
Agenti LAPD

Infine le polizie locali (municipal police), e quelle di contea, con i vari uffici dello sceriffo, che è un incarico elettivo.
Molte città e metropoli - dove opera la metropolitan police - hanno un "capo (o "commissario" o "sovrintendente") della polizia", che è il funzionario posto a capo del dipartimento di polizia, che è nominato dall'autorità esecutiva della municipalità.

### Contea
Nelle contee, suddivisioni amministrative talora chiamate anche parrocchie e borough, il servizio di polizia è svolto dai dipartimenti o uffici degli sceriffi e dalla polizia di contea.

#### Polizia di contea
La polizia di contea tende ad esistere solo nelle contee metropolitane ed ha giurisdizione su tutto il territorio della relativa contea. Nei posti in cui esistono sia la polizia di contea sia lo sceriffo di contea, tali organi si spartiscono le competenze: la polizia di contea è incaricata di tipici compiti di polizia come pattugliamenti e indagini, laddove il dipartimento dello sceriffo in questa situazione si occupa di eseguire notifiche di atti e garantire la sicurezza dei tribunali. La polizia di contea in genere rientra in tre ampie categorie, full service, limited service, e restrictive service. Quella full service svolge un servizio completo di polizia per l'intera contea, la limited service agisce nelle aree non incorporate. La restricted service cura la sicurezza delle parti della contea di proprietà della contea medesima.

#### Uffici degli sceriffi
Gli sceriffi sono polizia ed hanno molti compiti diversi. Gli sceriffi sono autorità elettive nei posti in cui il capo della polizia è incaricato o assunto per contratto. Gli sceriffi sono preposti a tutte e tre le parti del sistema di giustizia criminale. Presiedono alle carceri di contea, garantiscono la sicurezza nei tribunali, ed hanno giurisdizione per imporre l'osservanza della legge nell'intera contea. Hanno più responsabilità come tradurre detenuti, gestire laboratori di polizia scientifica, e incassare tributi.
- In Texas l'ufficio dello sceriffo è normalmente l'organo preposto alle chiamate per crisi psichiatriche. Se la situazione è pericolosa, un vice-sceriffo[12] ha il potere di portare immediatamente una persona in un ospedale o ad un centro di salute mentale. Tuttavia, se la situazione non si può definire di "pericolo attuale", è necessario un provvedimento dell'autorità giudiziaria. Parallelamente allo sviluppo delle unità di salute mentale, si è costituita un'associazione texana di agenti che appartengono a Crisis Intervention Team (CIT), ossia squadre di intervento in caso di crisi.

#### Commonwealth of Virginia
Il Commonwealth of Virginia non ha sovrapposizioni tra le giurisdizioni di contea e città, come invece capita nella maggior parte degli altri Stati, in cui le municipalità ricadono in una o più contee, con cui condividono giurisdizione e molte altre responsabilità di governo. In Virginia, il potere di governo promana dallo Stato (nel caso della Virginia: commonwealth) direttamente ad una contea o a una città indipendente. Pertanto in Virginia l'organizzazione dei servizi di polizia è più lineare: l'ufficio/dipartimento dello sceriffo di contea o il dipartimento di polizia di contea non si sovrappone con il dipartimento di polizia di una città indipendente. Le municipalità non incorporate restano parte della contea di competenza, ma le municipalità incorporate possono avere dipartimenti di town police che contribuiscano al servizio di polizia nel proprio territorio. I dipartimenti di town police sono spesso di piccole dimensioni, e possono schierare una combinazione di agenti pagati e non pagati, a tempo pieno e parziale, compresi gli agenti ausiliari che tipicamente prestano servizio come volontari part time e non retribuiti. Se presenti, gli uffici indipendenti dello sceriffo di città di solito seguono il modello restrittivo illustrato sopra per i dipartimenti dello sceriffo, con autorità di polizia limitata che comprende il servizio mandati, gestione di carceri, eccetera.
Esistono accordi di mutua assistenza tra organi confinanti di polizia, tuttavia in aggiunta alle risorse di polizia dello Stato (ossia del commonwealth). Come nella maggior parte degli Stati, anche la Virginia ha agenti addetti ai campus universitari. Ai sensi del Virginia State Code 23.1-809 e 23.1-810, college e università pubblici e privati possono tenere la propria forza di polizia armata ed assumere agenti di polizia del campus. Questi agenti di polizia hanno la medesima autorità della polizia locale e devono svolgere l'addestramento presso l'accademia di polizia previsto dal Virginia Department of Criminal Justice Services. Gli agenti di polizia del campus della Virginia hanno giurisdizione sul campo ed immediate vicinanze, ma i dipartimenti di polizia possono chiedere al tribunale locale di esercitare una giurisdizione concorrente con quella della polizia locale.

### Municipale

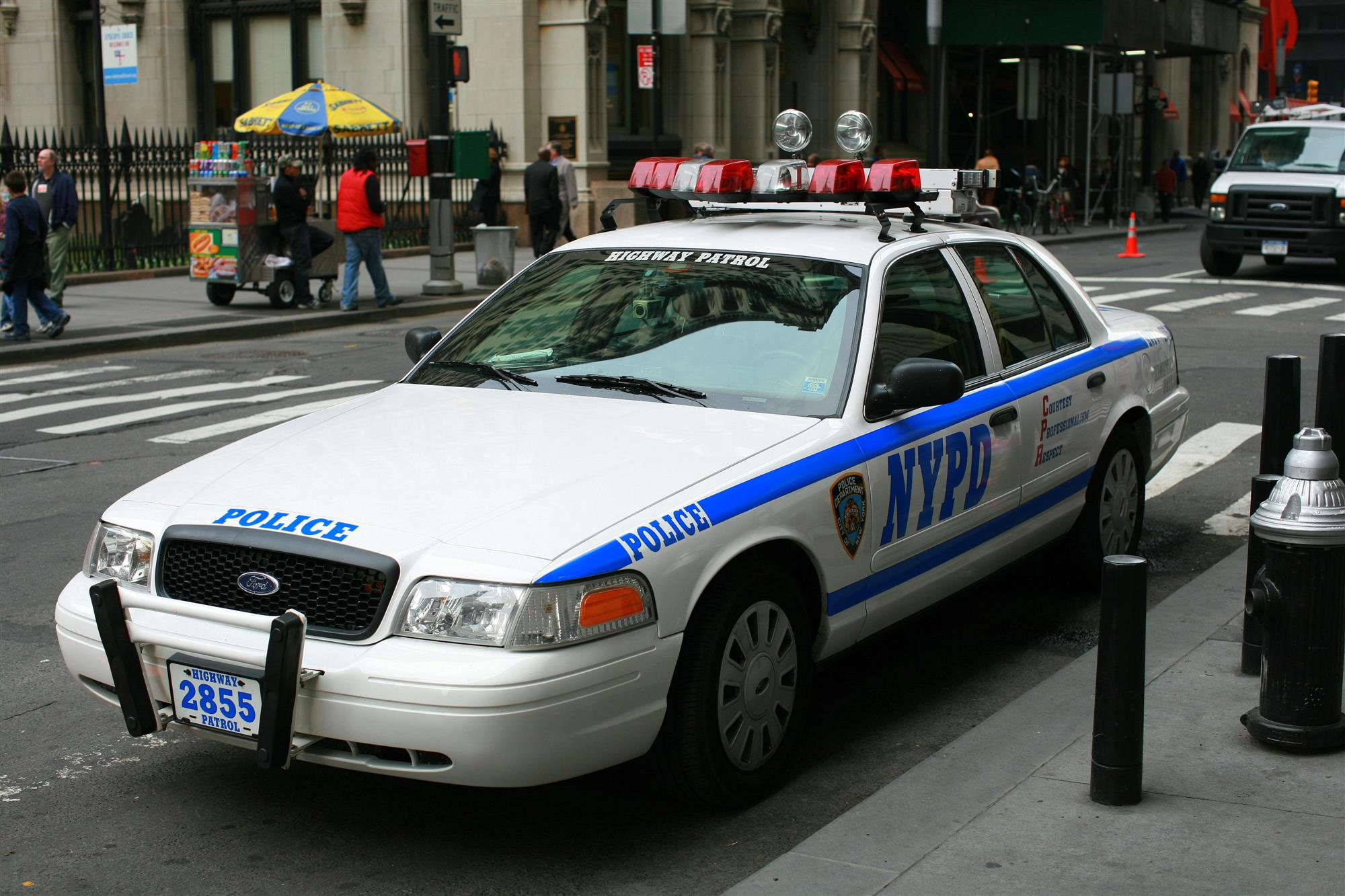
Una Ford Crown Victoria Police Interceptor del New York City Police Department, il più grande organo di polizia negli Stati Uniti.

La municipal police varia dagli organi unipersonali (talora detti marshal di città) a strutture con i 40 000 agenti del New York City Police Department, che ha perfino la sua branca antiterrorismo. La maggior parte degli organi municipali prende la denominazione formale "[Nome del Comune] Police Department". La maggior parte dei Comuni ha il proprio dipartimento di polizia.
I dipartimenti metropolitani, come il Las Vegas Metropolitan Police Department, hanno giurisdizione che copre numerosi comunità e Comuni, spesso su una zona ampia, e tipicamente hanno confini geografici in una o più città o contee. I dipartimenti metropolitani di solito sono il risultato della fusione di organi locali, tipicamente di alcuni dipartimenti locali e a volte l'ufficio di uno sceriffo locale, nel tentativo di offrire maggior efficienza centralizzando comando e risorse, e di risolvere conflitti di giurisdizione, spesso in comunità che vivono fasi di rapida espansione demografica e dispersione urbana, o in comunità limitrofe troppo piccole per permettersi il proprio specifico dipartimento di polizia. Con alcuni dipartimenti di sceriffo di contea, come il Los Angeles County Sheriff's Department, vengono stipulate convenzioni affinché forniscano un servizio completo di polizia alle cittadine che sorgono nelle rispettive contee. Analogamente, in Florida, Duval County Road Patrol e Jacksonville Police Department si sono integrati dando vita all'"Office of the Sheriff - Jacksonville Police," comunemente chiamato Jacksonville Sheriff's Office. Questo ufficio è al servizio di tutta la contea di Duval.

### Puerto Rico Police
Il Puerto Rico Police Department (PRPD) risale al 1837, quando il governatore spagnolo Francisco Javier de Moreda y Prieto creò La Guardia Civil de Puerto Rico per proteggere vita e proprietà dei portoricani che all'epoca erano sudditi spagnoli, e offrire servizi di polizia all'intera isola, benché molti Comuni mantenessero la propria forza di polizia. Gli Stati Uniti presero possesso di Porto Rico nel luglio 1898 in conseguenza della Guerra ispano-americana e da allora esercitano il controllo sull'isola come territorio degli Stati Uniti. La Insular Police of Puerto Rico fu creata il 21 febbraio 1899 sotto il comando del colonnello Frank Thacher (ufficiale US Marine nella guerra ispano-americana), con una forza autorizzata di 313 agenti. Nel 2009 il PRPD aveva un organico di oltre 17 292 effettivi. Nel 2019 erano diventati 13 440.

### Altro
Ci sono altri tipi di dipartimenti specializzati di polizia con varie giurisdizioni. La maggior parte di loro sono al servizio di distretti con compiti speciali, e sono conosciuti come special district police. In alcuni Stati, hanno un ruolo poco superiore a quello di guardie giurate, ma in Stati come la California, le forze special district sono composte di agenti di polizia a tutti gli effetti, con autorità su tutto il territorio statale.
Questi organi possono essere polizia dei trasporti, polizia scolastica, polizia del campus, polizia aeroportuale, polizia dell'acqua, polizia ferroviaria,  polizia dei parchi o polizia incaricata di proteggere proprietà del governo, qual era la Los Angeles General Services Police. Alcuni organi, come il Port Authority of New York and New Jersey Police Department hanno poteri in più Stati. Vi sono anche organi privati di polizia quali Parkchester Department of Public Safety e Co-op City Department of Public Safety.

## Funzioni della polizia

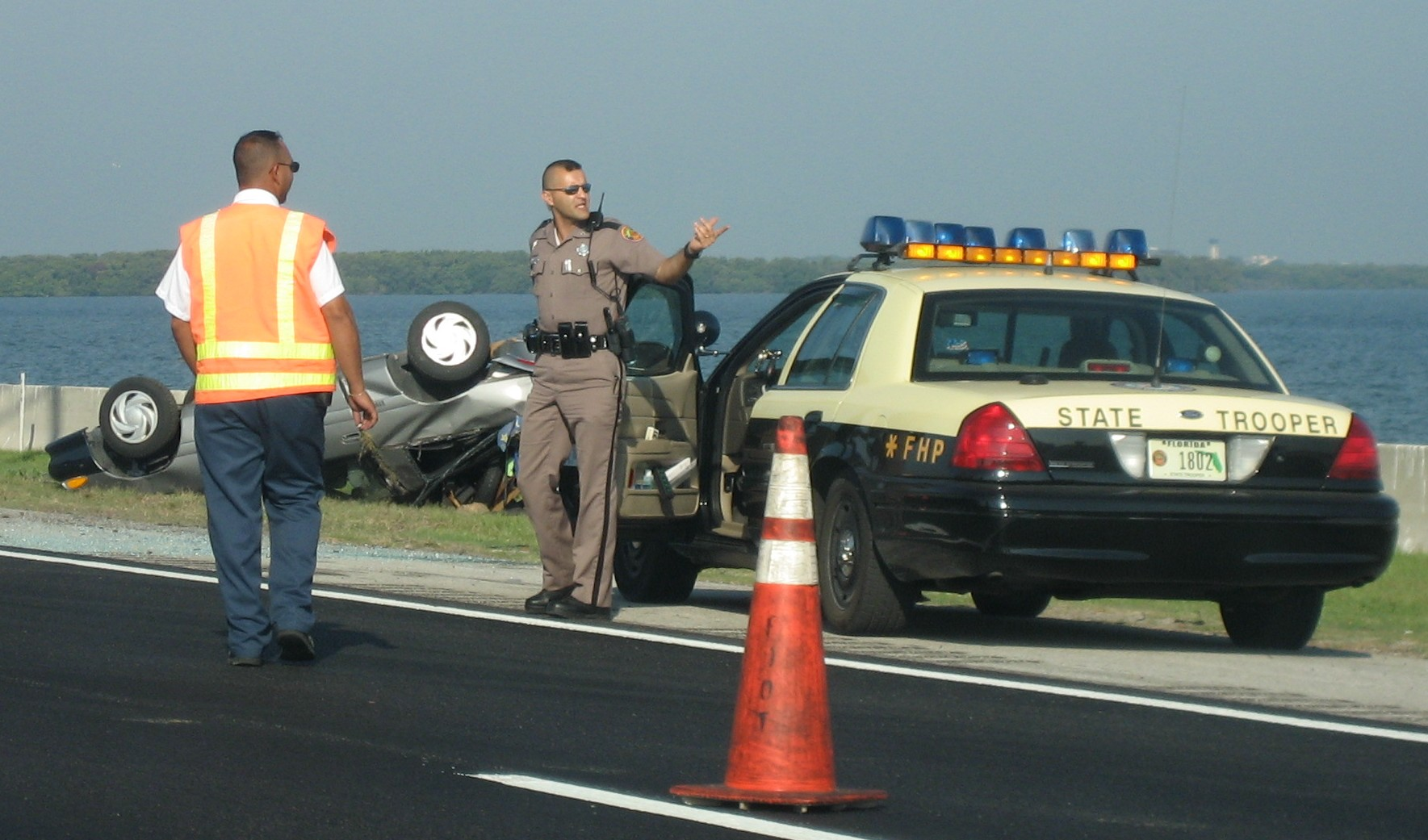
Un agente ("state trooper") della Florida Highway Patrol e un pubblico dipendente sul teatro di un incidente stradale.

La dottrina ha identificato tre funzioni principali della polizia. Quel che segue è una citazione di The American System of Criminal Justice, di George F. Cole and Christopher E. Smith, 2004, 10th edition, Wadsworth/Thomson Learning:
Order maintenance(mantenimento dell'ordine) — Questo è l'ampio dovere di conservare la pace o altrimenti impedire comportamenti che potrebbero disturbare altre persone. Questo può corrispondere a situazioni che vanno da un cane che abbaia ad una scazzottata. Attraverso la descrizione, Cole e Smith osservano che di solito la polizia è chiamata per "maneggiare" queste situazioni con discrezione, piuttosto che considerarle come violazioni della legge in senso formale, sebbene naturalmente il suo potere di gestire queste situazioni è motivato da violazioni di legge.
Law enforcement(imposizione dell'osservanza della legge) — Questi poteri sono tipicamente usati solo nei casi in cui sia stata violata la legge e ci sia un sospetto da identificare e fermare. Gli esempi più ovvi sono rapina, omicidio, o burglary (un tipo di reato previsto dalla common law, consistente nell'entrare abusivamente in un edificio per commettervi dei reati). Questa è la nozione "popolare" della funzione principale della polizia, ma la frequenza pratica di siffatta attività dipende dai luoghi e dalle stagioni.
Service(servizio) — I servizi possono comprendere la prestazione del primo soccorso, l'erogazione di informazioni a turisti, l'indicazione della strada giusta a chi si è perso, o l'azione educativa (in materie come la prevenzione dell'abuso di droghe). Dato che gli organi di polizia sono tradizionalmente disponibili tutto l'anno, 24 ore al giorno, i cittadini si rivolgono ai dipartimenti di polizia non solo in caso di guai ma anche quando hanno dei semplici inconvenienti. Di conseguenza, i servizi di polizia possono consistere nell'assistenza stradale, l'indirizzare ad altri organi, il ritrovamento di animali d'affezione o oggetti smarriti, o il controllo delle abitazioni finché i proprietari sono in villeggiatura.

### Stili nell'attività di polizia
Date le ampie responsabilità affidate al lavoro della polizia e le limitate risorse a sua disposizione, gli amministratori della polizia devono sviluppare politiche per assegnare priorità e scopi principali alle sue attività. Alcune delle politiche più controverse limitano, se non vietano del tutto, gli inseguimenti stradali ad alta velocità. I ricercatori Falcone, Wells, e Weisheit descrivono una storica divergenza nei modelli di polizia tra piccole città e grandi metropoli. È stata anche definita la distinzione tra modelli di polizia rurali e urbani, che tendevano a funzionare diversamente con separati sistemi gerarchici a supporto di ciascuno.
Si sono sviluppati tre stili di policing dalle caratteristiche socioeconomiche delle giurisdizioni, dall'organizzazione dei governi, e dalle scelte degli amministratori della polizia. Secondo uno studio di James Q. Wilson ("Varieties of Police Behavior", 1968, 1978, Harvard University Press), c'erano tre distinti tipi di policing sviluppati da lui rilevati attraverso l'analisi di otto comunità. Ciascuno stile enfatizzava differenti funzioni di polizia ed era legato alle caratteristiche specifiche della comunità servita dal dipartimento.
Watchman(guardiano) — Enfatizza il mantenimento dell'ordine, di solito si trova in una comunità con una base industriale in declino, e una popolazione di operai, di estrazione etnica/razziale mista.
Legalistic(legalistico) — Enfatizza il law enforcement e la professionalità. Questo si trova solitamente in città di mentalità riformista, dalla composizione socioeconomica mista. Ci si aspetta che gli agenti producano un gran numero di arresti e sanzioni amministrative e che operino come se esistesse un solo standard di condotta della comunità, invece che standard differenti per differenti gruppi.
Service(servizio) — Enfatizza le funzioni di servizio del lavoro di polizia, di solito si trova in comunità suburbane, di classe media in cui i residenti vanno trattati in modo individuale. La polizia nelle comunità omogenee può vedere il proprio lavoro come protezione dei relativi cittadini contro i "forestieri", con interventi frequenti ma per lo più informali contro i membri della comunità. La composizione uniforme della comunità implica che i reati siano di solito più ovvi, e perciò meno frequenti, lasciando libera la polizia di occuparsi di funzioni di servizio e controllo del traffico.
Lo studio di Wilson riguarda il comportamento della polizia di tutto il dipartimento nel corso del tempo. In ogni dato istante, gli agenti possono comportarsi secondo il modello watchman, service, o legalistic giusta quel che stanno facendo nel frangente, il loro temperamento, o l'umore del momento. I singoli agenti possono pure essere inclini ad uno stile o all'altro, indipendentemente dalle richieste di capi o cittadini.
Il community-oriented policing ("attività di polizia orientata alla comunità") è un cambio paradigmatico nelle pratiche securitarie USA che si è distanziato dalla standardizzazione puntando ad un modello preventivo in cui la polizia collabora attivamente con la comunità di cui è al servizio.

## Storia

### Prime attività di polizia nel periodo coloniale

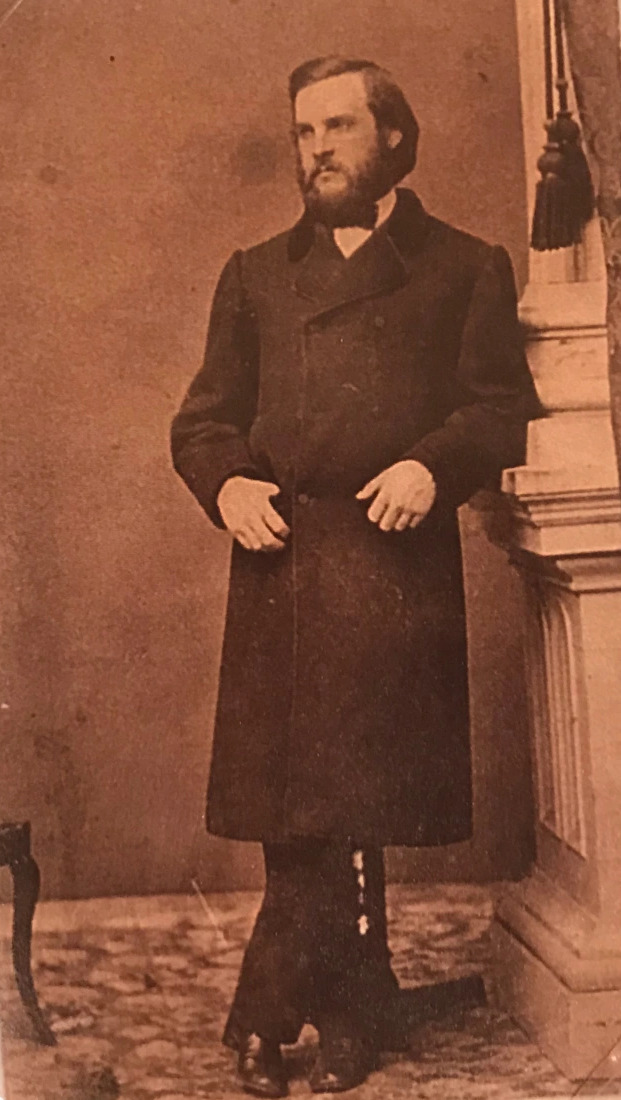
Grover Cleveland fu sceriffo di Erie County New York nel 1871–1872.

Il policing in quello che sarebbe diventato gli Stati Uniti d'America prese le mosse dai sistemi di law enforcement dei Paesi europei, specie dall'antico sistema di common law inglese. Esso faceva ampio affidamento sui cittadini volontari, oltre a gruppi di sorveglianza, connestabili, sceriffi, ed un sistema di coscrizione noto come posse comitatus simile al sistema statunitense delle milizie.
Nel 1631 sorse una prima forma di ronda notturna a Boston, e nel 1634 Joshua Pratt fu il primo conestabile USA di cui si abbia traccia, nella Plymouth Colony. I conestabili avevano il compito di rilevare il territorio, notificare i mandati, e applicare le condanne.
Nel 1651 si formò a Nuova Amsterdam (la futura New York) una "rattlewatch" (un tipo specifico di ronda). Essa "scorreva le strade per scoraggiare il crimine e ricercare i trasgressori della legge" e svolgeva anche le funzioni di banditore. Nel 1658 i suoi membri iniziarono a percepire una retribuzione, dando luogo alla prima organizzazione di polizia finanziata dalle casse comunali. Quando gli inglesi conquistarono Nuova Amsterdam nel 1664, insediarono un conestabile i cui doveri comprendevano il mantenimento della pace, il contrasto di ubriachezza, gioco d'azzardo, prostituzione, e la prevenzione dei perturbamenti delle cerimonie religiose.
Nel 1700 fu istituita una ronda notturna a Filadelfia.

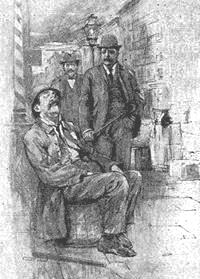
Theodore Roosevelt come Police Commissioner di New York City assieme a Jacob Riis, 1894.

Nelle Colonie del sud, furono formate delle slave patrol già dal 1704 nelle Caroline per contrastare le rivolte di schiavi e le relative fughe. Nel 1785 la Guard and Watch di Charleston aveva "autonomia quanto a catena di comando, uniformi, esclusiva responsabilità per il servizio di polizia, salario, uso autorizzato della forza, e una specifica attenzione alla prevenzione del 'crimine' ".

### Sviluppo della moderna attività di polizia

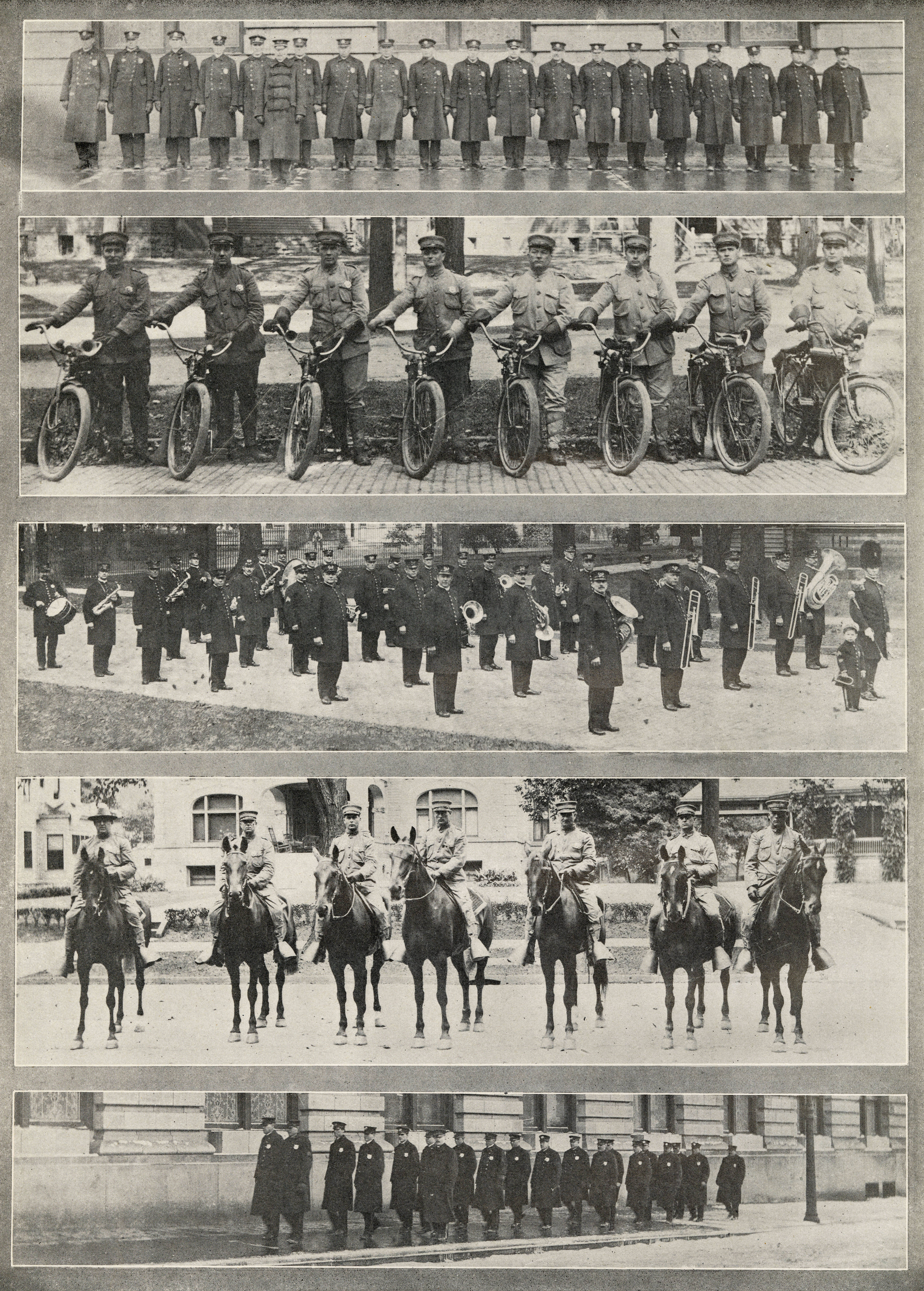
La polizia in diversi ruoli a Toledo (Ohio) come appariva nel 1912, da "Bramble's views Toledo, Ohio : diamond anniversary 1837-1912".

Il policing moderno iniziò ad emergere negli USA a metà del XIX secolo, influenzato dal modello di policing britannico stabilito nel 1829. I primi servizi di polizia a finanziamento pubblico, professionistica e a tempo pieno furono istituiti a Boston nel 1838, New York nel 1844, e Filadelfia nel 1854.
Le slave patrol del sud furono abolite a seguito dell'abolizione della schiavitù negli anni 1860. Le tattiche legali delle slave patrol hanno un riflesso nelle tattiche da "giustizieri" del Ku Klux Klan.
Tra la fine del XIX secolo e l'inizio del XX c'erano poche unità specializzate nei dipartimenti di polizia. Nel 1905 la Pennsylvania State Police divenne il primo organo di state police istituito negli Stati Uniti, come raccomandato dalla Anthracite Strike Commission del presidente Theodore Roosevelt e dal governatore Samuel Pennypacker.

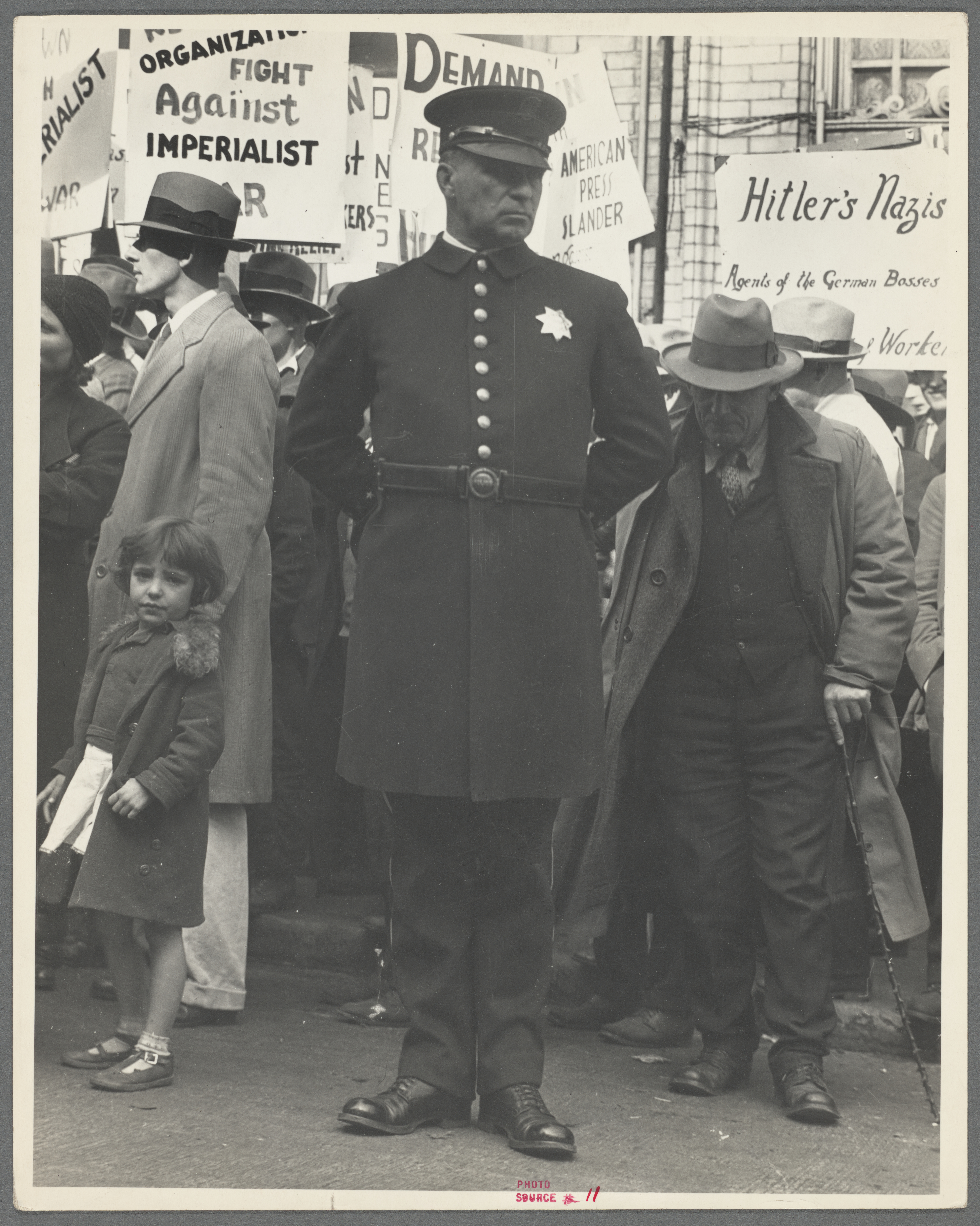
Agente del San Francisco Police Department nel 1936.

L'avvento di auto della polizia, radio a due vie, e telefono all'inizio del XX secolo trasformò l'attività di polizia in una strategia reattiva che aveva il suo fulcro nella reazione a chiamate di soccorso. Negli anni 1920, sotto la guida del capo della polizia di Berkeley August Vollmer, la polizia iniziò a professionalizzarsi, adottare nuove tecnologie, e dare rilievo all'addestramento.
Con questa trasformazione, il comando e controllo sulla polizia divenne più centralizzato. O. W. Wilson (1900—1970), allievo di Vollmer, contribuì a ridurre la corruzione introducendo la professionalità a Wichita (Kansas) e in seguito nel Chicago Police Department. O. W. Wilson utilizzava strategie come applicare la rotazione degli agenti da una comunità ad un'altra, per ridurne la vulnerabilità alla corruzione, istituire una commissione sulla polizia imparziale che concorresse a governare la forza di polizia, un rigido sistema meritocratico per le promozioni nel dipartimento, ed un'aggressiva azione di reclutamento con salari più alti per attrarre agenti professionalmente qualificati.
Malgrado queste riforme, alcuni organi di polizia erano guidati da capi molto autocratici, e ciò inficiava la considerazione di cui godeva la polizia presso la comunità. Nell'era del policing professionale, gli organi di Law Enforcement si curavano soprattutto di delitti ed altri seri crimini, piuttosto che concentrarsi sulla prevenzione dei reati. A seguito dei disordini degli anni 1960, la polizia diede maggior rilievo alle relazioni con la comunità, ed avviò riforme come l'aumentata diversità nelle assunzioni. Lo studio Kansas City Preventive Patrol negli anni 1970 rilevò l'inefficacia dell'approccio reattivo al policing. La spesa pubblica per la polizia si ampliò rapidamente negli anni 1960. Nel 1951 le città americane spendevano 82 dollari a persona per l'attività di polizia. Tenuto conto dell'inflazione, la spesa per la polizia aumentò oltre il 300% nel 2016, a 286 dollari a persona.
Negli anni 1990 molti organi di law enforcement iniziarono ad adottare strategie di community policing, ed altri adottarono il problem-oriented policing. Nello stesso periodo il New York Police Department sviluppò CompStat, un sistema basato sull'informazione per tracciare e mappare schemi e tendenze criminali, ribadendo la responsabilità della polizia per la gestione dei problemi di criminalità.

## Poteri degli agenti

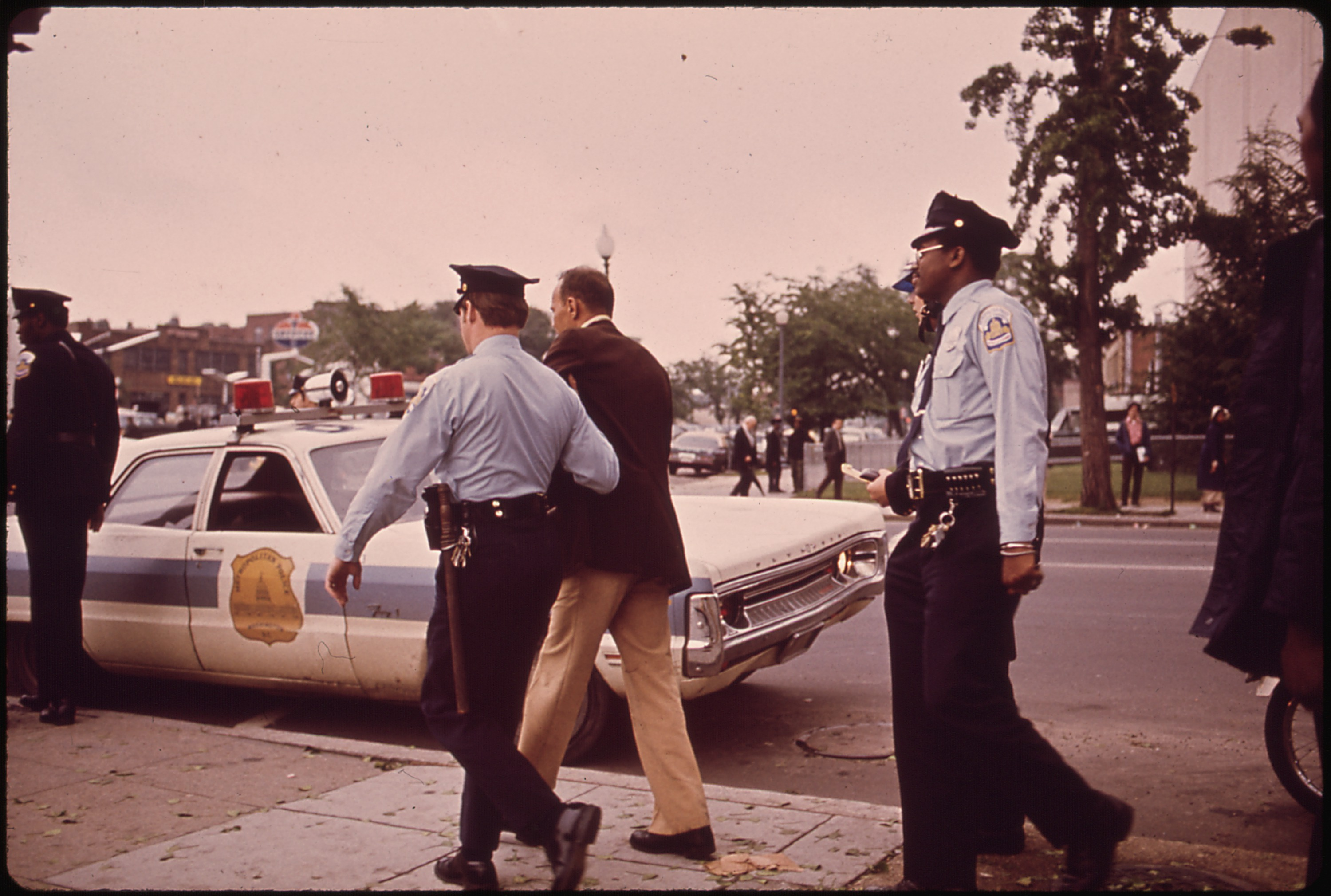
Agenti del Metropolitan Police Department of the District of Columbia arrestano un uomo per ubriachezza molesta nel 1974.

Agli agenti di polizia sono attribuiti certi poteri che li mettono in condizione di svolgere i loro compiti. Quando vi siano fondati motivi (probable cause) di ritenere che un soggetto abbia commesso un crimine di una certa gravità (felony), un reato minore in sua presenza, o un piccolo numero determinato di reati minori non in sua presenza, un agente di polizia può ammanettare ed arrestare una persona, che può essere trattenuta in una stazione di polizia o prigione in attesa della determinazione di una cauzione o di un arraignment.
Nel 2010 l'FBI stimò che gli organi di law enforcement avessero eseguito 13 120 947 arresti (escluse infrazioni stradali). Delle persone arrestate, 74,5% erano maschi, e 69,4% erano bianchi, 28,0% erano neri, e il rimanente 2,6% erano di altre razze.
Un agente può fermare per breve tempo una persona per il ragionevole sospetto (reasonable suspicion) di coinvolgimento in un delitto, anche senza che si raggiungano i requisiti della probable cause per l'arresto vero e proprio. Il fatto che una persona sia legittimamente privata della libertà personale non fa di per sé venir meno il suo diritto, in forza del Quarto Emendamento, a non essere illegalmente perquisita.
Nella sentenza Terry v. Ohio, la storica decisione che rese nota l'espressione "Terry frisk", o "frisk", al grande pubblico, si legge (corsivo aggiunto):
La nostra valutazione del giusto equilibrio che deve essere raggiunto in questo tipo di casi ci porta a concludere che ci deve essere una stretta autorità per consentire una ragionevole ricerca di armi per la protezione dell'agente di polizia, quando ha ragione di credere di avere a che fare con un individuo armato e pericoloso, indipendentemente dal fatto che abbia una probable cause per arrestare l'individuo per un crimine. Non è necessario che l'agente abbia la certezza assoluta che l'individuo sia armato; la questione è "se un uomo ragionevolmente prudente, date le circostanze, sarebbe legittimato a credere che la sua sicurezza o quella di altri sia in pericolo".

## Controversie

### Forza letale e morte in custodia
Nella maggior parte degli Stati gli agenti di polizia operano in forza delle stesse norme in tema di legittima difesa che valgono per la gente comune. In genere, quando un operatore del pronto intervento o un individuo privato corre il pericolo di serie lesioni corporali e/o morte, è giustificata la forza letale. La maggior parte degli organi di law enforcement definiscono un continuum dell'uso della forza e indicano la forza letale come un'opzione di extrema ratio. Attraverso questo modello gli organi tentano di controllare l'eccessivo uso della forza. Nondimeno, taluni denunciano il numero di uccisioni compiute da agenti di polizia, incluse le persone disarmate, sollevando la questione dell'asserito generalizzato e costante uso eccessivo della forza. Altri incidenti non fatali ed arresti hanno suscitato preoccupazioni analoghe.
La distribuzione razziale delle vittime da forza letale della polizia USA non è proporzionata alla distribuzione razziale della popolazione USA. I bianchi costituiscono il più grosso gruppo razziale delle morti, ma sono comunque sottorappresentati, assommando al 45% degli uccisi dalla polizia (però sono il 60% della popolazione). I neri sono sovrarappresentati, marcando il 24% degli uccisi dalla polizia (contro il 13% della popolazione). Gli ispanici hanno una rappresentazione proporzionata: 17% delle uccisioni, 18% della popolazione. Gli altri (che comprendono asiatici, nativi americani, ed altre etnie) sono sottorappresentati, con il 4% delle uccisioni e l'8% della popolazione.

### Militarizzazione della polizia

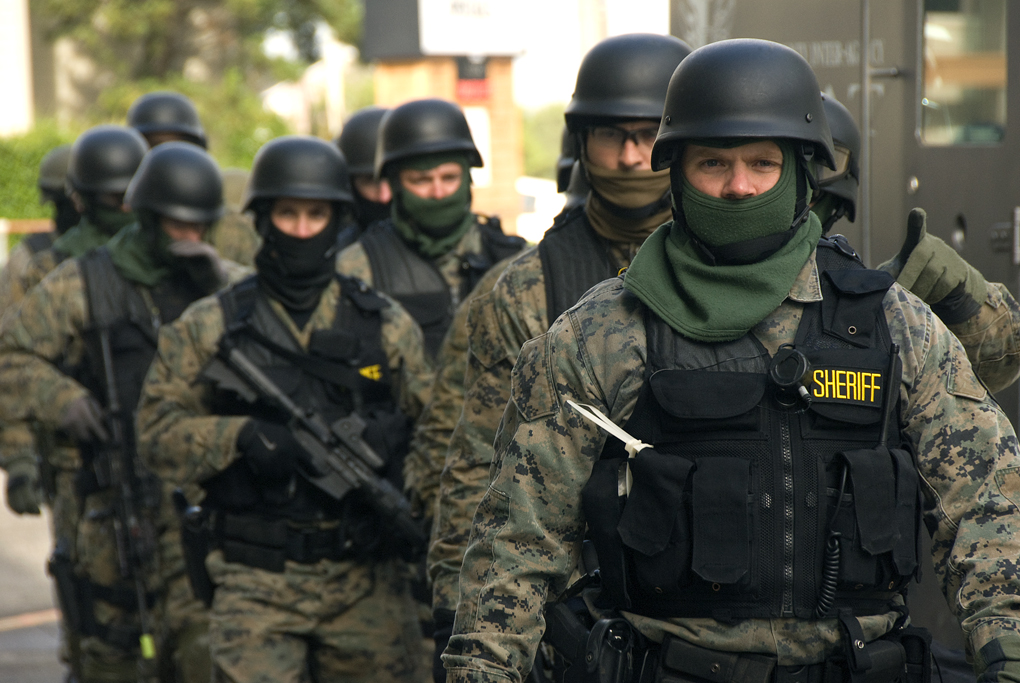
Membri di una squadra SWAT, alcuni armati di fucile d'assalto, si preparano ad un'esercitazione.

La militarizzazione degli organi di law enforcement, urbani e rurali, è stata attribuita al coinvolgimento degli Stati Uniti nelle guerre del XX secolo, benché alcuni riconducano la militarizzazione alle più recenti campagne contro la droga e il terrorismo. Lo storico Charles Austin Beard afferma che il mutamento culturale durante la Grande depressione favorì la militarizzazione del law enforcement, laddove Harwood sostiene che la creazione di squadre SWAT e di unità tattiche in ambito law enforcement negli anni 1960 avrebbe dato origine a tale tendenza.
In anni recenti, l'uso di equipaggiamenti e tattiche militari per il servizio di polizia e di ordine pubblico in contesto "civile" ha assunto maggior diffusione in virtù del 1033 program. Il programma suscitò discussioni parlamentari nel 2014 dopo i disordini di Ferguson (Missouri). Nel 2015 il presidente Obama introdusse restrizioni al trasferimento di equipaggiamento militare in esubero alla polizia. Nel 2017 l'amministrazione Trump annunciò che avrebbe ripristinato il programma.

### No-knock warrant
L'uso di no-knock warrant è divenuto ampio e controverso. Questa pratica ha portato ad abusi, arresti illegali e morti.

### Qualified immunity
La Corte suprema degli Stati Uniti d'America introdusse per la prima volta la dottrina della qualified immunity nel 1967, originariamente con lo scopo di proteggere le autorità di law enforcement da cause temerarie e responsabilità patrimoniale nei casi in cui avessero agito in buona fede in situazioni giuridicamente poco chiare. A partire grosso modo dal 2005, i tribunali applicarono sempre di più tale dottrina a casi di brutalità o forza letale ascrivibili alla polizia, portando a diffuse critiche secondo cui, usando le parole di un resoconto Reuters del 2020, "è diventata uno strumento pressoché infallibile per mandare impunita la brutalità della polizia e negare alle vittime i loro diritti costituzionali".

### Civil asset forfeiture
Le regole sul civil asset forfeiture permettono agli agenti di law enforcement di sequestrare qualsiasi cosa che essi possano plausibilmente dichiarare proventi di reato. Non è necessario che il proprietario dei beni sia condannato per tale delitto; se gli agenti trovano droga in una casa, possono prendere il denaro che trovano nella casa, e magari la casa stessa. Secondo alcuni commentatori, queste regole potrebbero incentivare gli agenti di law enforcement per orientarsi ai reati di droga, piuttosto che a quelli contro la persona, quali stupro e omicidio. Altrettanto potrebbero costituire un incentivo ad arrestare i sospetti spacciatori nelle loro case, che potrebbero essere sequestrate, e a fare irruzione nei covi dopo che la maggior parte della droga è stata venduta, cosicché gli agenti potrebbero sequestrare il denaro.

### Cattiva condotta
Negli ultimi decenni, i dipartimenti di polizia di tutto il Paese sono stati afflitti da casi di cattiva condotta e brutalità. Di seguito alcuni esempi tra i più rilevanti:
- Anni 1960: Gli anni 1960 furono l'apogeo del movimento per i diritti civili e molti abusi della polizia erano correlati a manifestazioni che spesso degeneravano in violenza. Ci furono anche attacchi premeditati contro la polizia che erano conseguenza diretta della forza che la polizia stava usando contro i manifestanti. Il presidente Lyndon Johnson nel 1965 creò l'Office of Law Enforcement Assistance. Da quel momento fu fatto molto sia a livello federale sia locale, come l'addestramento avanzato per il personale di polizia. Gli agenti di polizia dell'epoca spesso erano ex militari che avevano poco addestramento ed erano lasciati a "farsi le ossa" direttamente con la pratica del servizio. Anche il personale di polizia fu di conseguenza tenuto a frequentare un college.[74]
- 1965: I fatti di Watts durarono sei giorni e iniziarono dopo che un agente bianco della California Highway Patrol aveva arrestato l’afroamericano Marquette Frye per il sospetto che guidasse in stato di ebbrezza. Vi furono 34 morti e più di mille feriti. I disordini causarono altresì danni materiali per oltre 40 milioni di dollari.[75]
- 1985: Il 13 maggio poco meno di cinquecento agenti di polizia tentarono di sgombrare il complesso edilizio che l'organizzazione di liberazione afroamericana MOVE occupava a Filadelfia (Pennsylvania). Dopo una sparatoria tra la polizia e membri di MOVE con impiego di armi automatiche in cui si erano sparate più di diecimila cartucce, il commissario Gregore J. Sambor ordinò di bombardare il complesso. Due bombe da una libbra realizzate con tovex procurato dall'FBI furono lanciate da un elicottero della polizia contro una cabina fortificata, una sorta di bunker, sul tetto di una casa. Le conseguenti esplosioni innescarono un incendio dal carburante di un generatore a benzina conservato nel bunker sopraelevato. L'incendio si diffuse e finì per distruggere circa sessantacinque case limitrofe. Nel rogo morirono undici persone, tra cui cinque bambini di età fra i sette e i tredici anni.[76]
- 1991: Nel mese di marzo agenti del Los Angeles Police Department, nel tentativo di arrestare Rodney King, usarono quella che a molti parve una forza eccessiva. Quattro agenti LAPD impiegarono la forza fisica su King che aveva fatto resistenza all'arresto. Un astante filmò l'evento e in seguito fornì la ripresa alla stampa locale. Gli agenti furono imputati di aggressione[77] e uso eccessivo della forza, ma nel processo iniziale tutti furono assolti per l'aggressione e tre su quattro per l'uso eccessivo della forza. Questo scatenò una rivolta in tutta la città durante la quale furono uccise 63 persone e i feriti furono 2 373; i disordini cessarono solo con l'intervento dei rinforzi di California Army National Guard, United States Army, e United States Marine Corps.[74]
- 2006: Sean Bell fu ferito mortalmente la sera precedente il suo matrimonio. Fu riferito che la polizia avrebbe sparato a Bell e ai suoi amici più di cinquanta volte.[78]
- 2014: Michael Brown fu colpito da un agente di polizia, dopo una colluttazione in cui aveva tentato di disarmarlo. La sua morte scatenò in tutta la città disordini e proteste che durarono circa 5 giorni.[78]
- 2016: Philando Castile fu colpito da un agente di polizia. A causa della diffusione di social media e telefoni cellulari, ora è facile, per i testimoni di atti di forza della polizia, trasmettere in diretta l'informazione. La tendenza iniziò con Rodney King e continua ad affermarsi tuttora. Nel caso di Castile, la sua fidanzata mise in live streaming su Facebook la sequenza della sua morte. Il video totalizzò 3,2 milioni di visualizzazioni entro il giorno successivo.[79]
- 2020: George Floyd fu assassinato da un agente del Minneapolis Police Department durante un arresto filmato e pubblicato su social media. L'agente Derek Chauvin tenne per nove minuti il ginocchio sul collo di Floyd, asfissiandolo, malgrado che gli astanti lo invitassero a smettere. Il fatto scatenò proteste durate quattordici giorni in tutti gli USA, con un bilancio di almeno 19 morti[80] e oltre 14 000 arresti,[81] per non parlare dei gravi danni materiali.

### Problemi di reclutamento
Malgrado le garanzie che circondano il reclutamento, alcuni dipartimenti di polizia hanno talora allentato le loro direttive su assunzioni e quadri, qualche volta in violazione di legge, per lo più in caso di dipartimenti locali e task force antidroga a finanziamento federale alle prese con carenze di organico, logoramento, e necessità di coprire rapidamente posizioni. Da queste situazioni può scaturire il dispiegamento (e a volte l'armamento) di agenti non certificati (che possono operare temporaneamente in quello che è considerata una condizione provvisoria con poteri limitati precedente la certificazione) e l'arruolamento di gipsy cop ("poliziotti zingari"), che possono avere precedenti di prestazioni scarse o cattiva condotta in altri dipartimenti.

### Altri problemi
L'uso procedurale di strip search e perquisizione nelle cavità corporee in contesto law enforcement ha suscitato preoccupazioni riguardo alle libertà civili. La prassi di condurre una persona arrestata in una perp walk ("passerella del colpevole"), spesso in manette, in un luogo pubblico qualche momento dopo l'arresto, creando un'opportunità per i cronisti di riprendere foto e video del fatto, ha parimenti suscitato preoccupazioni.
Nel 2012 il New York City Police Department è stato posto sotto inchiesta per il suo uso del programma stop-and-frisk.

## Responsabilità
Negli anni 1970 si è fatto ricorso a commissioni speciali come la Knapp Commission di New York per riformare gli organi di Law enforcement. Sono stati usati anche comitati civili di revisione (organi permanenti esterni di supervisione) come mezzo per migliorare la responsabilità della polizia. I comitati di revisione tendono a dar rilievo alle denunce individuali, piuttosto che a questioni organizzative più ampie che potrebbero sfociare in migliorie di lungo termine.
Il Violent Crime Control and Law Enforcement Act del 1998 autorizzava la Civil Rights Division del Dipartimento della Giustizia a intentare cause civili ("modello o pratica") contro organi locali di law enforcement, per frenare gli abusi e renderli responsabili. Di conseguenza, numerosi dipartimenti hanno accettato consent decree o memorandum d'intesa, che imponevano loro di compiere riforme organizzative. Questo approccio sposta l'attenzione dai singoli agenti alle organizzazioni di polizia.

### Cost of Police Misconduct Act
Il Cost of Police Misconduct Act (H.R.8908) era un disegno di legge presentato alla Camera dei Rappresentanti il 9 dicembre 2020 dal deputato, proposto mentre era presidente entrante dello United States Congressional Joint Economic Committee, che tentava di creare "un database federale accessibile pubblicamente che avrebbe potuto tenere traccia delle asserzioni e transazioni relative a cattiva condotta della polizia tanto a livello Stato quanto federale".

## Riforme della polizia
Ci sono state molte iniziative di riforma della polizia, specialmente negli anni 1960, con il presidente Lyndon Johnson, e parecchi altri tentativi più recenti. A seguito della morte di George Floyd per opera di un agente di polizia, sono state introdotte numerose riforme.

## Appelli per l'abolizione

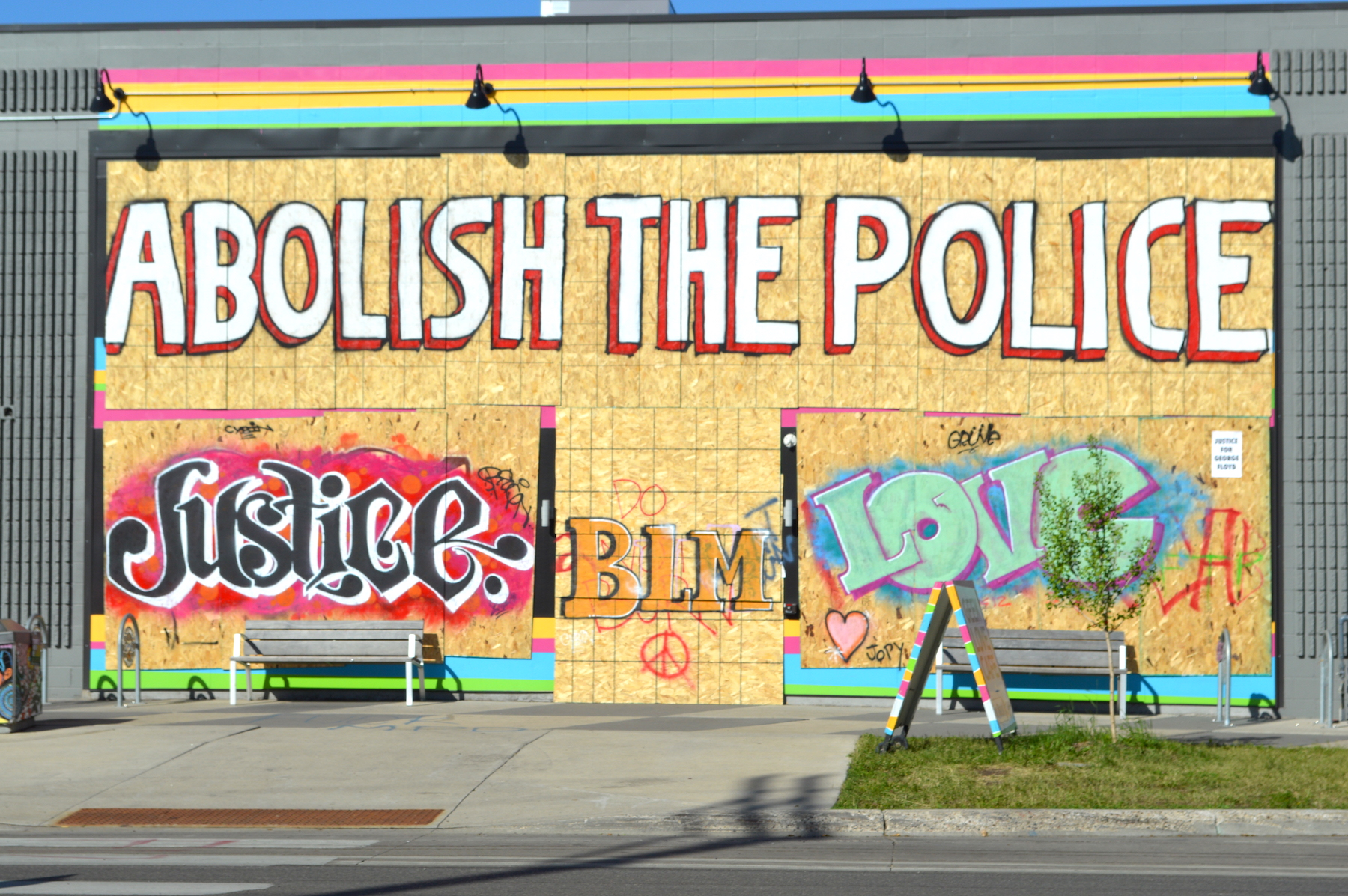
Graffito "Abolish the police" a Minneapolis (MN), giugno 2020.

Benché l'ostilità verso la polizia e gli appelli per abolirla esistano negli Stati Uniti da oltre un secolo, l'abolizione della polizia è diventata diffuso argomento di discussione nel 2014 dopo l'uccisione di Michael Brown e i disordini di Ferguson, quando l'attenzione nazionale si appuntò ai problemi che avvolgono la polizia.
Scrittrici e attiviste quali Angela Davis e Ruth Wilson Gilmore, note soprattutto per le loro opere in tema di abolizione della prigione, hanno integrato in dette opere il tema dell'abolizione della polizia laddove argomentavano contro il sistema carcerario degli Stati Uniti.
Nell'estate 2016 Chicago è stata attraversata da numerose iniziative abolizioniste in reazione alla morte di Michael Brown e di Paul O'Neal, tra altri. Ci fu anche l'occupazione di uno spazio vuoto in una proprietà del Chicago Police Department, ribattezzato Freedom Square ("Piazza Libertà"), come esperimento di un mondo senza polizia.
Nel 2017 il sociologo Alex S. Vitale pubblicò The End of Policing, proponendo di abolire, piuttosto che riformare, la polizia.
L'abolizione della polizia raggiunse un picco di popolarità dopo la morte di George Floyd per mano dell'agente della Minneapolis Police Derek Chauvin. Una maggioranza qualificata del consiglio comunale di Minneapolis (9 consiglieri su 12) nel giugno 2020 promise di smantellare il Minneapolis Police Department.

## Requisiti d'ingresso
Quasi tutti gli Stati USA e il governo federale hanno adottato per legge requisiti addestrativi minimi standardizzati per tutti gli agenti con potere di arresto nello Stato. Ci sono molte regole per l'addestramento in servizio ed anche per l'ammissione ai livelli più bassi, specie per l'uso di armi da fuoco, con la necessità di ri-certificazione periodica. Queste regole spesso si adeguano agli standard raccomandati dal Dipartimento della giustizia degli Stati Uniti d'America e tipicamente richiedono l'assunzione di informazioni approfondite sulla potenziale recluta della polizia.
Questa serie di requisiti può essere ritenuta piuttosto tipica:
- Essere un cittadino statunitense (derogato presso alcuni organi se il candidato è un legittimo residente);
- Avere un diploma di high school o un GED e se necessario un titolo di studio universitario o aver prestato servizio nelle forze armate statunitensi e non esserne stati congedati disonorevolmente;
- Essere in buone condizioni mediche, fisiche e psicologiche;
- Mantenere una fedina penale esente da serie o ripetute contravvenzioni o qualunque condanna per felony;
- Avere una patente di guida valida che non è attualmente, né è mai stata, sospesa o revocata;
- Essere di good moral character;[120]
- Non avere precedenti nell'uso di narcotico, ripetuto di marijuana o alcolismo;
- Non avere precedenti di irregolarità etiche, professionali, di precedente impiego, con veicoli, scolastiche, o finanziarie;
- Non avere precedenti di violenza domestica o malattia mentale;
- Non costituire un rischio di sicurezza o per la prevenzione degli incidenti;
- Avere l'idoneità giuridica a possedere e portare un'arma.

Sono pratiche comuni per verificare l'idoneità dei candidati: colloqui ripetuti, testi scritti, esami medici, test di attitudine fisica, approfondita verifica dei precedenti, rilevamento di impronte digitali, test antidroga, un colloquio di assunzione con membri della polizia, esame con la macchina della verità, e la valutazione di uno psicologo. Il processo di reclutamento nella gran parte dei dipartimenti è competitivo, vengono scelti i candidati che appaiono più vantaggiosi per l'organizzazione, e il mancato raggiungimento di qualche standard minimo mette fuori gioco completamente il candidato. I colloqui di assunzione con membri della polizia sono la parte più soggettiva del processo e spesso scremano la maggior parte degli aspiranti. I dipartimenti mantengono documentazione sui candidati che si erano proposti in precedenza, e vi fanno riferimento sia in caso di ricandidatura sia se vi siano richieste di altri organi.

## Addestramento
Esistono accademie di polizia in ogni Stato, oltre che a livello federale. L'attività di polizia è assai frammentata negli Stati Uniti, e non esistono standard nazionali minimi per autorizzare alle funzioni gli agenti di polizia negli USA. I ricercatori dicono che gli agenti ricevono di gran lunga più addestramento sull'impiego di armi da fuoco che su come disinnescare situazioni potenzialmente esplosive. In media, gli agenti USA fanno 21 settimane di addestramento prima di essere abilitati ad uscire di pattuglia, il che è assai meno di quanto si fa negli altri Paesi sviluppati.

## Dotazione della polizia

### Armi da fuoco

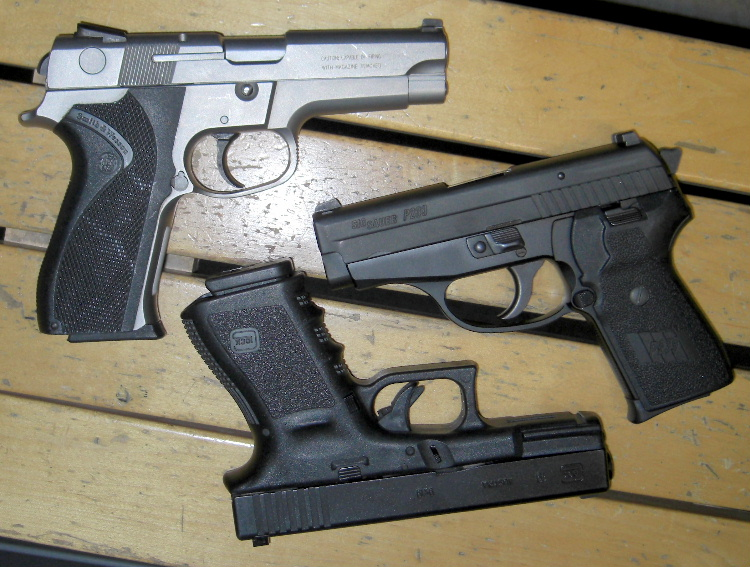
Una Smith & Wesson Modello 5946 (in alto a sinistra) confrontata ad una Glock 19 e una Sig-Sauer P239: pistole molto diffuse tra gli agenti di polizia degli Stati Uniti negli anni Novanta.

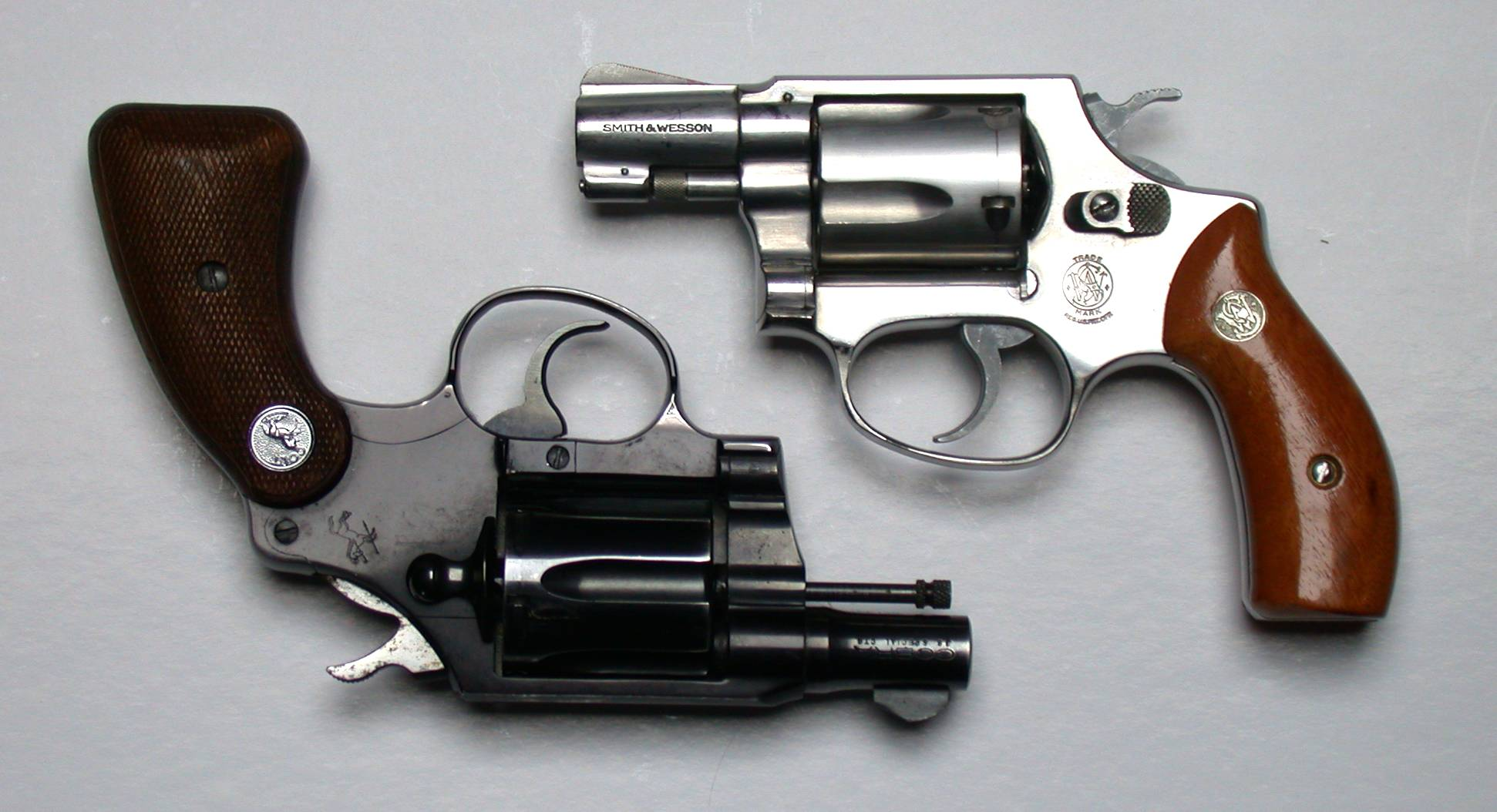
Una Smith & Wesson Chief's Special (in alto) confrontata ad una Colt Detective Special (in basso): pistole molto diffuse tra gli agenti di polizia americani.

I poliziotti negli Stati Uniti di solito portano un'arma leggera quando sono in servizio. Molti devono essere armati anche fuori servizio e spesso devono avere un'arma occultabile proprio per quei frangenti. Tra le più comuni armi da fianco sono i modelli prodotti da Glock, Smith & Wesson, SIG Sauer, Beretta, e Heckler & Koch, di solito in 9mm, .40 S&W, .357 SIG (US Secret Service ed altri corpi federali di polizia) o .45 ACP.
Fino al periodo tra anni 1980 e 1990, la maggior parte degli agenti di polizia USA portava rivoltelle, tipicamente nei calibri .38 Special o .357 Magnum, come loro principale arma di servizio. All'epoca avevano successo tra gli agenti i modelli Smith & Wesson, Colt, Ruger ed alcuni Taurus, ma i più favoriti erano i revolver Smith & Wesson o Colt. In seguito, la maggior parte dei corpi si è convertita alle pistole semiautomatiche. Due eventi decisivi che indussero molte forze di polizia ad aggiornare le loro armi di servizio adottando materiale con maggior potere di arresto e capacità del caricatore furono la sparatoria di Norco e la sparatoria dell'FBI a Miami del 1986.
Alcuni dipartimenti di polizia consentono ad agenti qualificati di portare fucili a pompa e/o semiautomatici nei veicoli per una potenza di fuoco aggiuntiva, tipicamente da usare se un sospetto è coinvolto in una situazione active shooter, o in un incidente con ostaggi o barricamento.

### Armi meno letali

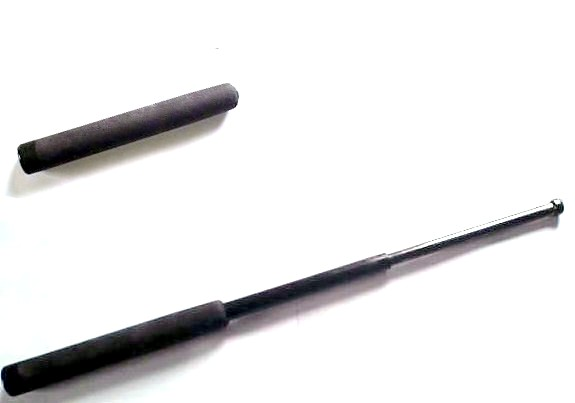
Manganello tattico ASP 21″ negli stati compresso ed espanso.

Spesso gli agenti portano un'arma contundente—un manganello, chiamato anche nightstick. Il manganello comune e quello con impugnatura laterale (tipo tonfa) in molti contesti hanno ceduto il passo a versioni telescopiche (espandibili). Un vantaggio dello sfollagente telescopico è che l'agente può tenerlo agganciato al cinturone quando viaggia sull'auto di servizio. Il manganello "tipo tonfa" si deve in genere togliere prima di entrare nei veicoli. Molti dipartimenti impiegano anche altre armi "non letali" quali mace, spray al peperoncino, e cartucce beanbag.
Un altro strumento meno letale impiegato da agenti di polizia è l'"arma elettroshock", con prevalente riferimento al taser. È un dispositivo portatile che fa uso dell'elettricità per impedire il movimento del soggetto colpito, facendone contrarre i muscoli. I taser non si basano solo sulla reazione al dolore, tranne quando vengono utilizzati in modalità Drive Stun, e sono quindi preferiti da alcune forze dell'ordine rispetto ai dispositivi non-taser e ad altre armi a controllo elettronico.

### Armi speciali
La maggior parte dei grandi dipartimenti di polizia si avvale di unità SWAT di élite, chiamate a fronteggiare situazioni come sospetti barricati, prese di ostaggi e servizi di esecuzione di provvedimenti ad alto rischio che necessitano di maggior forza, equipaggiamenti specializzati, e tattiche speciali. Queste unità di solito usano mitra, carabine o fucili automatici, fucili tattici semiautomatici a canna liscia, fucili di precisione, granate a gas, fumo, e stordenti, più altre armi e dotazioni specializzate a loro disposizione.

### Armature
Gli agenti di polizia che fanno servizio in uniforme spesso indossano armature, tipicamente nella forma di un gilet leggero di livello IIA, II o IIIA che può essere portato sotto le camicie di servizio. Le squadre SWAT tipicamente vestono gilet corazzati tattici di livello III o IV, spesso con piastre balistiche di acciaio o ceramica, comparabili a quelli portati dal personale militare statunitense impegnato in operazioni terrestri. Gli agenti addestrati come artificieri indossano speciali armature pesanti progettate per proteggerli dagli effetti di un'esplosione quando lavorano su un ordigno esplosivo attivo. Fondazioni di polizia locali hanno iniziato programmi per fornire agli organi di polizia giubbotti di livello più alto che forniscono maggior protezione e dotare di abbigliamento protettivo anche i cani poliziotto.

### Body cam
Numerosi Stati hanno varato normative volte ad imporre ai propri agenti di polizia di indossare body cam quando sono in servizio. Si tratta di California, Washington, e Illinois, più altri. Le body cam sono dispositivi che registrano video, lunghi circa tre pollici (circa 7,5 cm) e dal costo tra i 129 e i 900 dollari. Ci sono modelli diversi di body cam, ma un apparecchio tipico comprende un interruttore di accensione/spegnimento che permette alla tecnologia di ripresa di acquisire immagini e registrarne i dati sul cloud.
Le body cam sono divenute la regola per le crescenti lamentele, in tutta la nazione, circa la brutalità della polizia. I fautori sostengono che l'uso di body cam permette una valutazione obiettiva dell'elemento di prova (processuale). L'industria di settore sta tuttora lavorando a modelli di body cam che risolveranno le limitazioni tecnologiche, raggiungendo una migliore qualità di registrazione audio, una più lunga durata della batteria ed altro ancora.

### Droni
In anni recenti la polizia ha messo in campo apparecchi di sorveglianza senza pilota come piccoli oggetti robotici lanciabili e droni volanti per eseguire ricognizioni in posti pericolosi. Questi congegni si possono usare per identificare la presenza di un ostaggio, trovare e/o identificare soggetti, e rivelare la disposizione di una stanza. I dispositivi fanno tutto questo trasmettendo in tempo reale audio e video all'operatore, dando alla polizia un vantaggio quando non può vedere direttamente un sospetto o entrare in un luogo come sarebbe necessario. Altri usi di questi mezzi possono essere l'individuazione di bombe o l'ispezione di veicoli sospetti.
Ai droni volanti si può ricorrere anche per aiutare la polizia in situazioni pericolose come un sospetto barricato o una presa di ostaggi. Questi droni possono aumentano la sicurezza fornendo informazioni utilizzabili per creare mappe e pianificare. Questi congegni dotati di telecamere consentono agli agenti di avere una veduta a volo d'uccello di un teatro di emergenza, permettendo a chi interviene di avvicinarsi alla scena molto più strettamente di come potrebbero fare a piedi.

## Comunicazioni della polizia

### Radio
La maggior parte dei dipartimenti di polizia americani sono collegati ad un centro comunicazioni unificato, con l'impiego di ricetrasmettitori VHF, UHF, o, più recentemente connessi digitalmente a sistemi radio multicanale, montati nei loro veicoli, mentre i singoli agenti si avvalgono di apparecchi portatili o collegati ad auricolari per mantenere attive le comunicazioni anche fuori dai veicoli di servizio. Sempre più sovente le auto della polizia americana sono equipaggiate di mobile data terminal (MDT) o computer portatili connessi ad una rete che permette loro di accedere alle informazioni del dipartimento veicoli a motore, casellario giudiziale, ed altre importanti informazioni.
La maggior parte delle comunicazioni di polizia adesso sono convogliate in un bacino regionale di operatori telefonici usando il 9-1-1 e la relativa tariffazione. Un gran numero di organi di polizia hanno riunito le loro risorse fiscali 9-1-1 per ricorrere al Computer Aided Dispatch (CAD) e così rendere più efficienti la gestione delle chiamate e la verbalizzazione. I sistemi CAD di solito sono collegati agli MDT (vedi sopra).

### National Law Enforcement Telecommunications System
Sono disponibili per le forze di polizia USA numerosi sistemi informativi nazionali, regionali, statali, e locali, con differenti finalità e tipi di informazioni. Un esempio è il National Law Enforcement Telecommunications System (NLETS), una rete interstatale con scopi di giustizia e sicurezza pubblica di proprietà degli Stati, che consente la ricerca dentro il sistema statale di precedenti penali, dati su patente e immatricolazione dei veicoli, oltre a favorire l'interrogazione di sistemi federali come U.S. Immigration and Customs Enforcement (ICE) Law Enforcement Support Center del Department of Homeland Security (DHS), National Drug Pointer Index (NDPIX) della Drug Enforcement Administration (DEA), Aircraft Registry della Federal Aviation Administration (FAA), e Canadian Police Information Centre (CPIC) del governo canadese.
NLETS opera principalmente attraverso una rete privata sicura mediante la quale ogni Stato ha un'interfaccia con la rete in cui operano gli organi del medesimo Stato. I componenti federali ed internazionali operano in modo assai simile. Ne sono utenti tutti gli Stati e territori USA, alcuni organi federali, e certi organi internazionali. Il principale sito operativo della rete è ubicato in Arizona, con un sito di backup sicuro posto negli Stati Uniti centro-orientali.
Attraverso la rete NLETS gli organi di polizia e di giustizia penale possono accedere ad un ampio spettro di informazioni, dalle ordinarie interrogazioni su patenti e carte di circolazione ai precedenti penali e informazioni Interpol. Le operazioni consistono di quasi 1,5 miliardi di transazioni in un anno su più di un milione di PC, portatili, e apparecchi "palmari" negli USA e Canada presso 45 000 organi utilizzatori, e ad 1,3 milioni di utenti individuali.

### Diffusione
I dipartimenti di polizia condividono le informazioni con "terze parti" organizzazioni giornalistiche che archiviano i nomi dei cittadini e le imputazioni legali in un "registro di polizia". Ad ogni modo, anche se le imputazioni vengono dichiarate infondate in tribunale, un cittadino non può richiedere alla terza parte di cancellare il dato.

## Popolazione di polizia

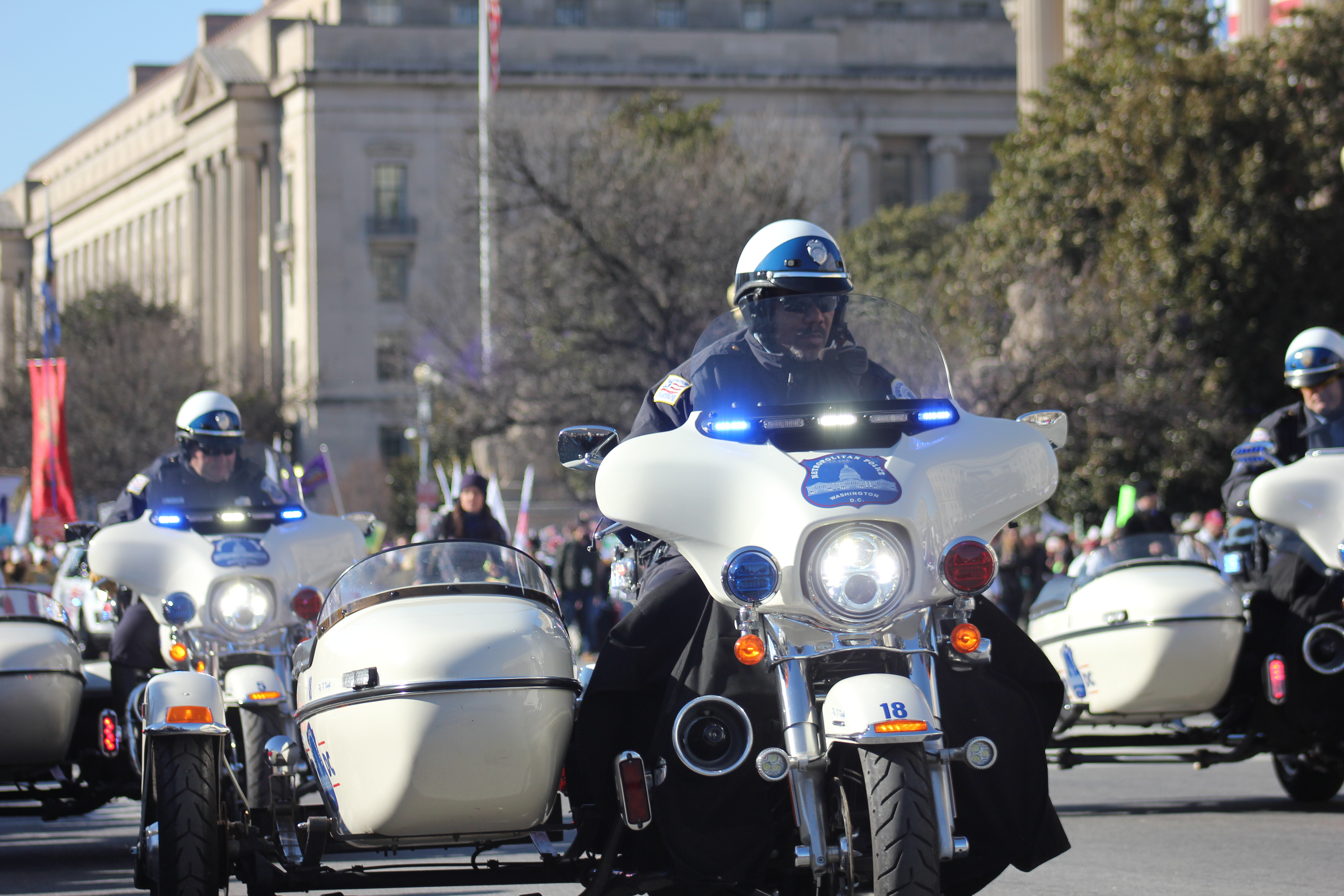
DC Police

Nel 2008 erano dipendenti di organi federali di polizia circa 120 000 agenti a tempo pieno, autorizzati ad eseguire arresti e a portare armi da fuoco negli Stati Uniti.
Il Census of State and Local Law Enforcement Agencies (CSLLEA) del Bureau of Justice Statistics del 2008 rilevò che c'erano 17 985 organi di polizia statali e locali che hanno alle loro dipendenze almeno un agente a tempo pieno o il suo equivalente in agenti part-time.
Nel 2008 gli organi di polizia statali e locali avevano alle proprie dipendenze più di 1,1 milioni di persone a tempo pieno, tra cui circa 765 000 effettivi con la qualifica giuridica di "agente" (individuato con il criterio di poter eseguire arresti). Questi organi impiegavano ancora circa 100 000 dipendenti part-time, tra cui 44 000 agenti in senso stretto.
Dal 2004 al 2008 la "forza lavoro" reale complessiva di organi statali e locali di polizia aumentò su tutto il territorio nazionale di circa 57 000 (ovvero il 5,3%). Gli agenti in senso stretto crebbero di circa 33 000 (4,6%), e gli altri dipendenti aumentarono di 24 000 (6,9%). Dal 2004 al 2008 il numero di agenti full-time ogni 100 000 residenti USA salì da 250 a 251. Dal 1992 al 2008 il tasso di crescita per il personale di supporto fu più che doppio rispetto a quello degli agenti propriamente detti.
I dipartimenti locali di polizia erano i più importanti datori di lavoro (numericamente) di agenti in senso stretto, rappresentando il 60% del totale. Gli uffici degli sceriffi venivano subito dopo, con il 24%. Circa metà (49%) di tutti gli organi aveva alle proprie dipendenze meno di 10 agenti a tempo pieno. Circa due terzi (64%) degli agenti in senso stretto lavoravano per organi che disponevano di 100 o più agenti (ciascuno).
Nel 2019 l'FBI stimò che su scala nazionale circa 1 003 270 persone lavorassero per conto di più di 13 250 organi di polizia. Di queste, 697 195 erano "agenti", e 306 075 dipendenti "civili". Secondo il programma Uniform Crime Reports dell'FBI, il numero totale di organi (compresi quelli federali) di polizia negli Stati Uniti è sceso da 19 071 a 18 794 (esclusi 277 organi federali).

### Demografia
Il lavoro di polizia è stato storicamente una professione a predominio maschile. Ci sono circa 18 000 organi di polizia a livello federale, statale, e locale, con più di 1,1 milione di dipendenti. Ci sono circa 12 000 organi locali di polizia, che costituiscono la categoria più numerosa delle tre. In un rilevamento del 2013 il Law Enforcement Management and Administrative Statistics trovò che il 72,8% degli agenti di polizia locale erano bianchi. Neri o afroamericani erano 12.2% (la popolazione nera negli Stati Uniti è circa il 13%) e latino-ispanici erano l'11,6%. Le donne costituivano circa il 17% degli agenti a tempo pieno. Gli agenti donne, asiatici, ed ispanici sono sotto-rappresentati nelle forze di polizia. Molti organi di polizia stanno tentando di assumere una varietà di reclute per meglio rappresentare le loro comunità.

### Cambiamenti nel numero di personale
Quindici dei più grandi dipartimenti di polizia locale avevano alle loro dipendenze meno persone nel 2008 che nel 2004. Le maggiori flessioni si registrarono a Detroit (36%), Memphis (23%), New Orleans (13%), e San Francisco (10%).
Dieci dei 50 maggiori dipartimenti di polizia locale hanno registrato un aumento a due cifre degli agenti dal 2004 al 2008. I maggiori aumenti si registrarono a Phoenix (19%), Prince George's County (Maryland) (17%), Dallas (15%), e Fort Worth (14%).

### Retribuzioni
Gli stipendi degli agenti di polizia variano notevolmente, ma la maggior parte di essi si colloca nel terzo superiore dei salariati, di età pari o superiore ai 25 anni, a livello nazionale. Il salario annuale mediano per gli investigatori criminali era di 86.940 dollari e di 65.540 dollari per gli agenti di pattuglia, nel maggio 2020. Il 10% più basso guadagnava meno di 38.420 dollari, mentre il 10% più alto guadagnava più di 146.000 dollari.
I salari mediani per le professioni di agente e investigatore nel maggio 2020 erano i seguenti:
- 86.940 dollari per detective e investigatori criminali
- 72.580 dollari per la polizia ferroviaria e dei trasporti
- 65.540 dollari per agenti di polizia e agenti di pattuglia degli uffici di sceriffo
- 58.040 dollari per guardia pesca/polizia venatoria.

### Morti

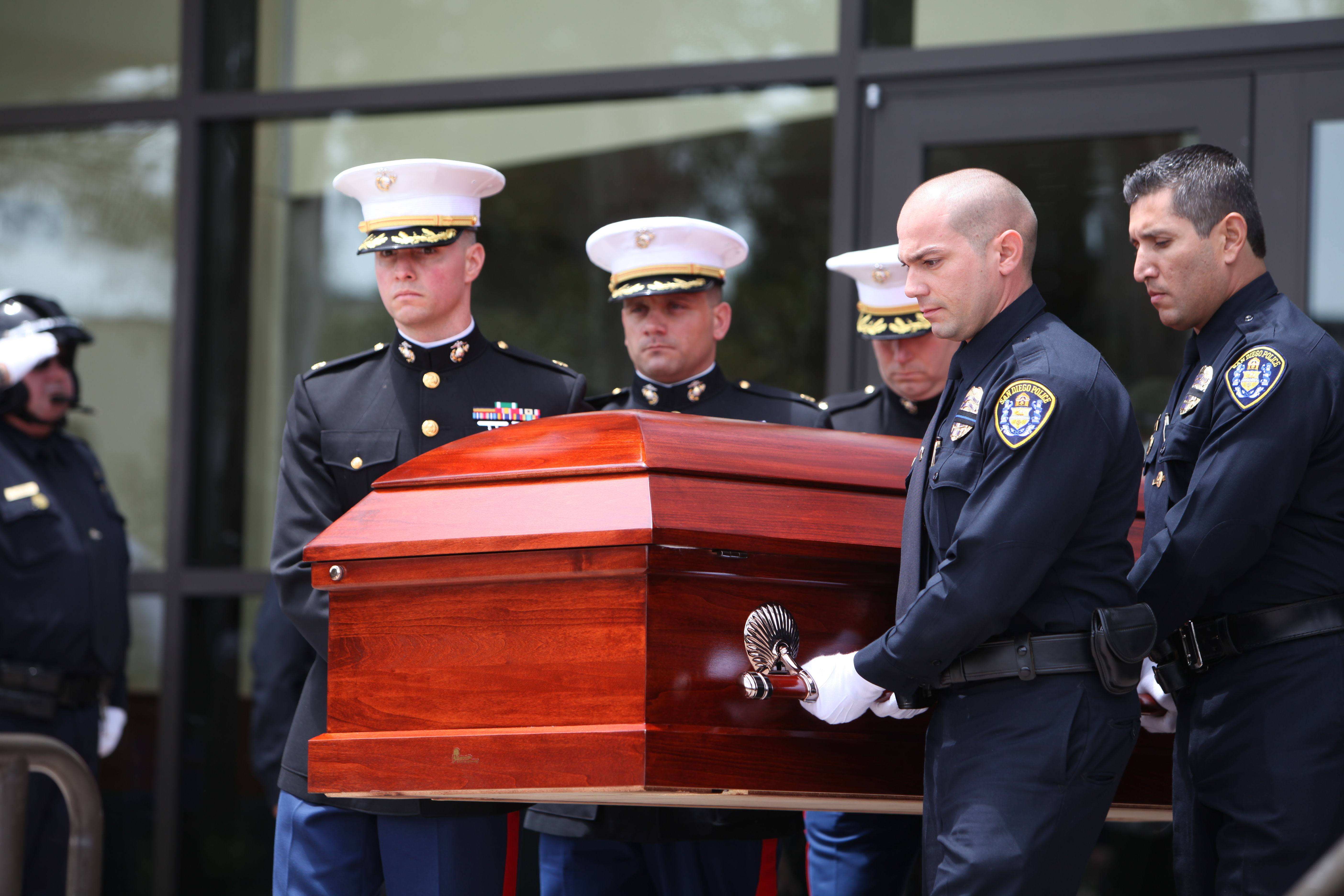
Agenti San Diego Police Department e militari U.S. Marines portano la bara di un agente caduto in servizio nel 2011.

La principale causa di morte per gli agenti delle forze dell'ordine è rappresentata dagli incidenti stradali. Questo include sia gli incidenti che i casi di impatto. Tra il 2011 e il 2020, ci sono stati in totale 1.387 decessi di agenti in servizio, esclusi i decessi legati al COVID-19. Di questi, 286 sono morti a causa di incidenti, ovvero il 21% del totale. Di questi decessi, 286 agenti sono morti a causa di incidenti, ovvero il 21% dei decessi totali. Inoltre, 114 agenti sono morti a causa di incidenti in cui sono stati colpiti, pari all'8% dei decessi totali.
Tra il 2005 e il 2019, oltre 200 agenti delle forze dell'ordine sono morti a causa di incidenti stradali in cui sono stati coinvolti. Questi decessi rappresentano il 24% dei decessi di agenti legati ai veicoli a motore. Questo può accadere in molte situazioni, ma comunemente si verifica nei blocchi della circolazione stradale, quando gli agenti si trovano all'interno o in prossimità delle carreggiate.
Secondo i dati dell'FBI del 2017 e sopra riportati, la maggior parte dei decessi di agenti sul lavoro è stata causata da incidenti piuttosto che da omicidi. I civili hanno avuto un tasso di omicidi pari a 5,6 per 100 000, mentre la polizia ha avuto un tasso di omicidi pari a 3 per 100 000.
Nel corso del 2021, 262 ufficiali sono morti a causa di varie condizioni mediche; le due cause principali sono state la contrazione della COVID-19 (242) e l'infarto (17), con 1 decesso associato alla risposta agli attacchi dell'11 settembre.
La Officer Down Memorial Page (ODMP) ha censito circa 25.432 ufficiali morti in servizio negli Stati Uniti dal 1776. Un monumento dedicato è a Washington, DC, presso il National Law Enforcement Officers Museum del National Law Enforcement Officers Memorial Fund (NLEOMF).
Dal 1º gennaio 2022, le agenzie autorizzate possono presentare informazioni sui suicidi dei loro agenti, in base alla legge sulla raccolta dei dati sui suicidi delle forze dell'ordine, promulgata dal Congresso degli Stati Uniti nel giugno 2020.